# Landkreis Bergstraße
Der Landkreis Bergstraße ist eine Gebietskörperschaft mit 274.484 Einwohnern (31. Dezember 2023) im hessischen Regierungsbezirk Darmstadt. Der Landkreis liegt im äußersten Südwesten des Landes und besteht aus zehn Städten, zwölf Gemeinden und dem gemeindefreien Gebiet Michelbuch. Der Landkreis Bergstraße gehört zu den länderübergreifenden Metropolregionen Frankfurt/Rhein-Main und Rhein-Neckar. Daneben ist die Bezeichnung Kreis Bergstraße entsprechend der Eigenbezeichnung der Kreisverwaltung allgemein üblich.

## Geographie

### Geographische Lage
Ein Teil des Landkreises liegt im Odenwald, der andere befindet sich in der Oberrheinischen Tiefebene und gehört zum Teil zum Hessischen Ried. Die beiden Städte Hirschhorn und Neckarsteinach im Neckartal sowie die Gemarkung Michelbuch bilden eine Exklave, die auf direktem Wege nur über den Odenwaldkreis oder den zu Baden-Württemberg gehörenden Rhein-Neckar-Kreis zu erreichen ist und keine direkte Verbindung zum Kreisgebiet hat.
Namensgebend ist die Bergstraße, eine touristische Route, die von Darmstadt nach Süden bis nach Wiesloch in Baden-Württemberg führt. Der nördliche Teil dieser Strecke führt durch den Landkreis Bergstraße.

### Nachbarkreise
Der Landkreis grenzt, im Nordwesten beginnend im Uhrzeigersinn, an die Landkreise Groß-Gerau, Darmstadt-Dieburg und Odenwaldkreis (alle in Hessen), an den Rhein-Neckar-Kreis und an den Stadtkreis Mannheim (beide in Baden-Württemberg). Im Westen bildet der Rhein die natürliche Grenze zu Rheinland-Pfalz. Hier grenzt der Kreis mit einem kurzen Stück an den Rhein-Pfalz-Kreis, an die kreisfreie Stadt Worms und an den Landkreis Alzey-Worms.

### Flächenaufteilung
Nach Daten des Statistischen Landesamtes, Stand 2021.

### Natur und Schutzgebiete
Der Landkreis erstreckt sich von der Rheinebene über die Bergstraße bis weit in den Vorderen Odenwald und vom Melibokusmassiv bis zum Neckartal, über Höhenlagen von 88 m am Rheinufer bis über 600 m auf der Neunkircher Höhe. Dieses vielgestaltige Areal enthält zahlreiche seltene Lebensraumtypen mit reichhaltiger Fauna und Flora wie beispielsweise Flussauen, Sandtrockenrasen, Buchenwaldgesellschaften, Blockhalden und Niedermoore.

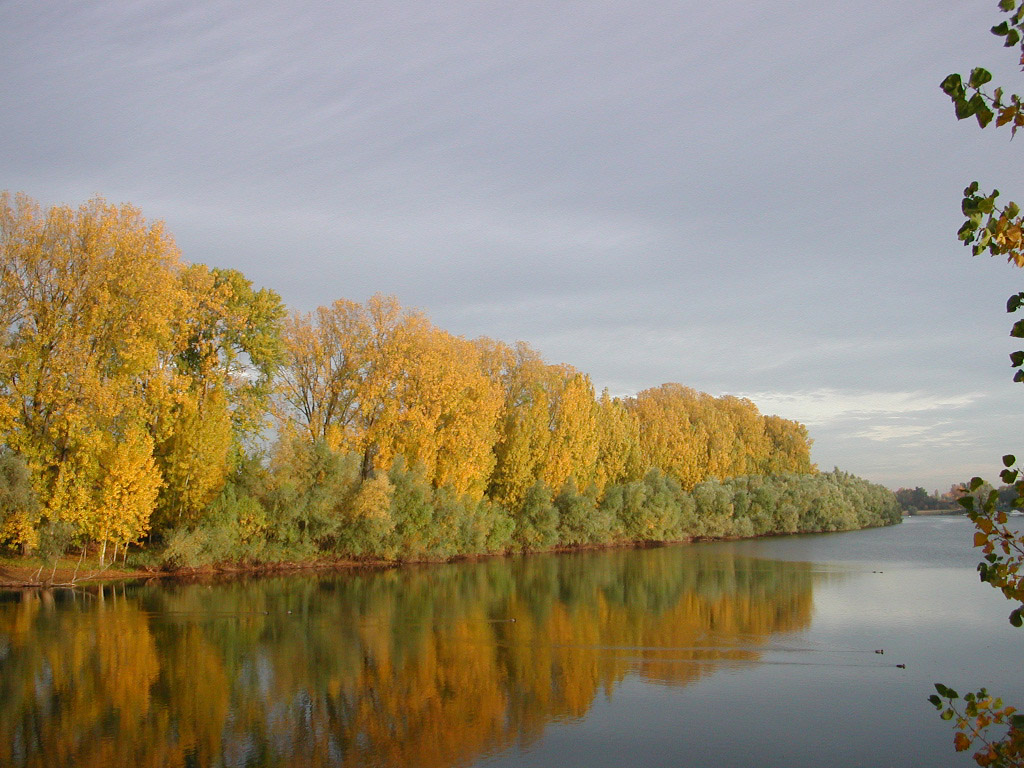
Biedensand am Altrheinarm bei Lampertheim
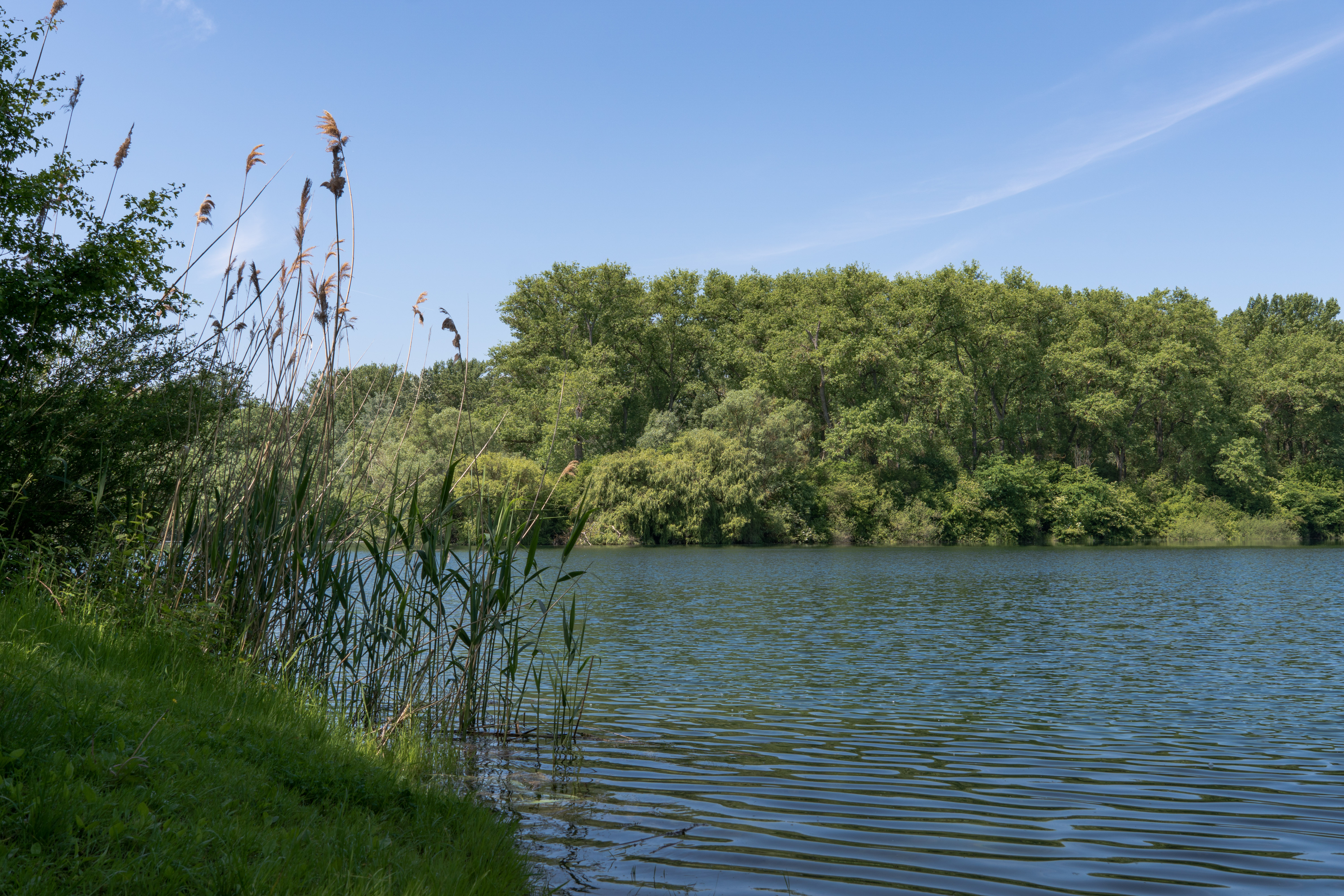
Östlicher Teil der Hammeraue am Rhein
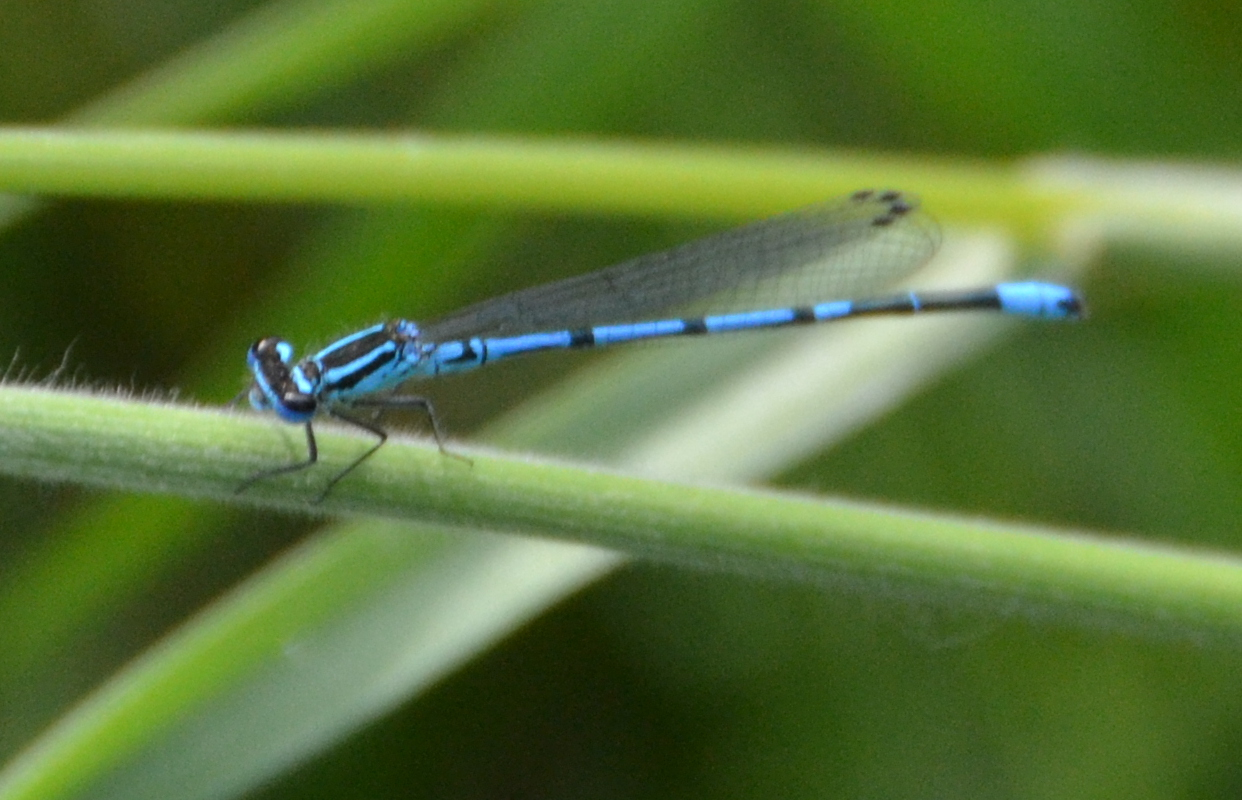
Gemeine Becherjungfer auf einem Grashalm an der Erlache bei Bensheim
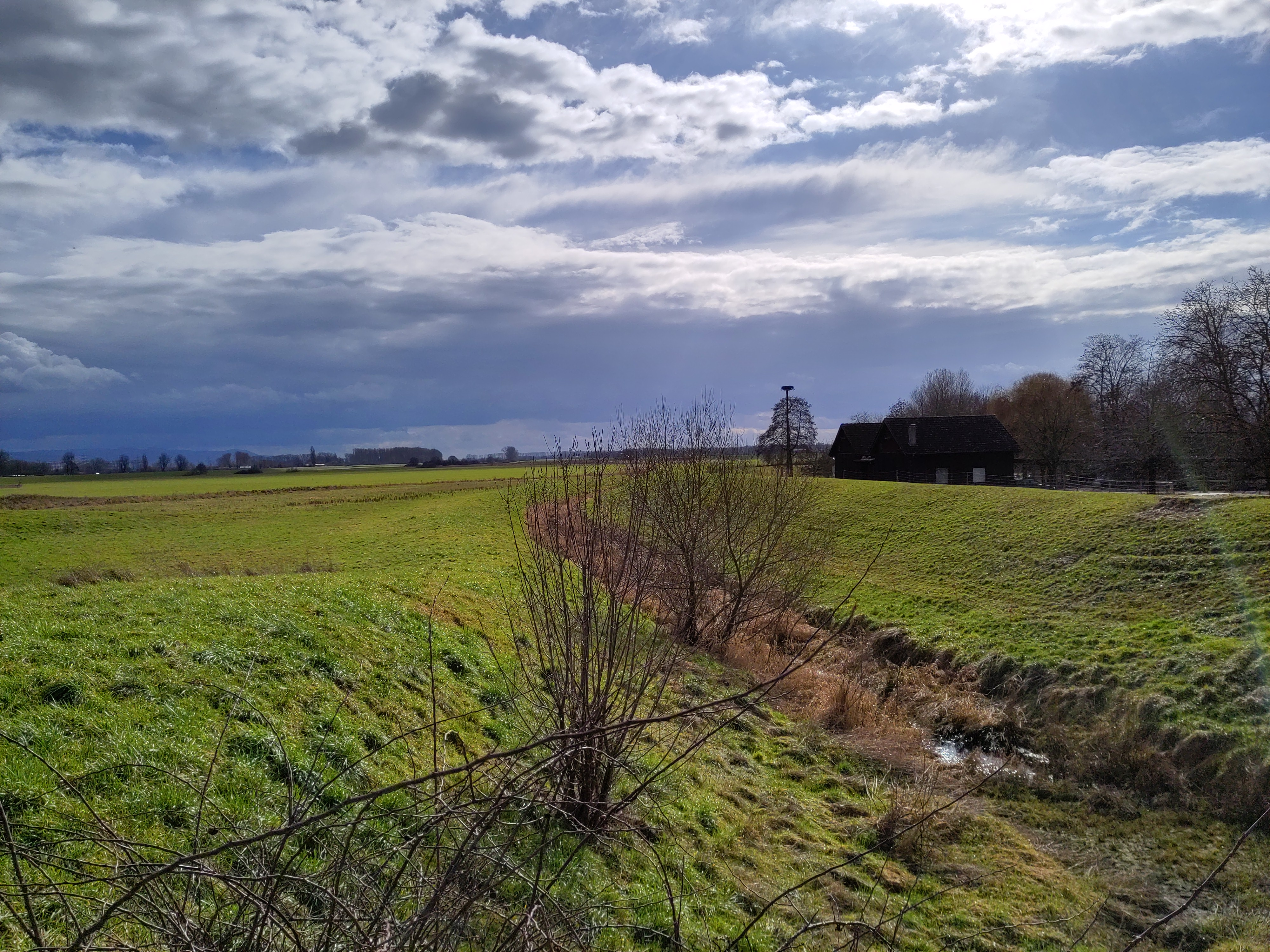
Zusammenfluss von alter und neuer Weschnitz an der Weschnitzinsel
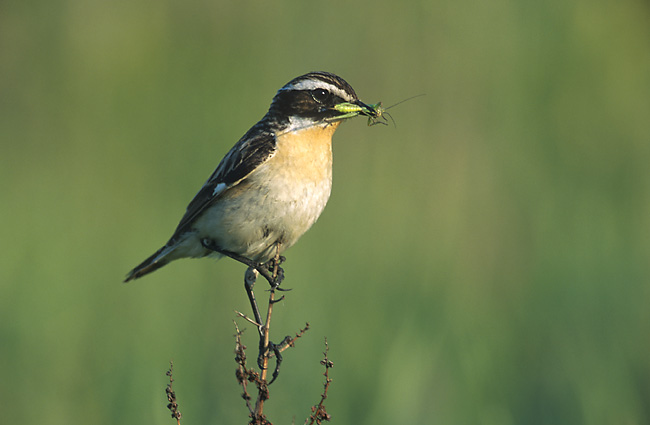
Braunkehlchen mit Beute, ehemals Brutvogel im Ried, heute verschwunden
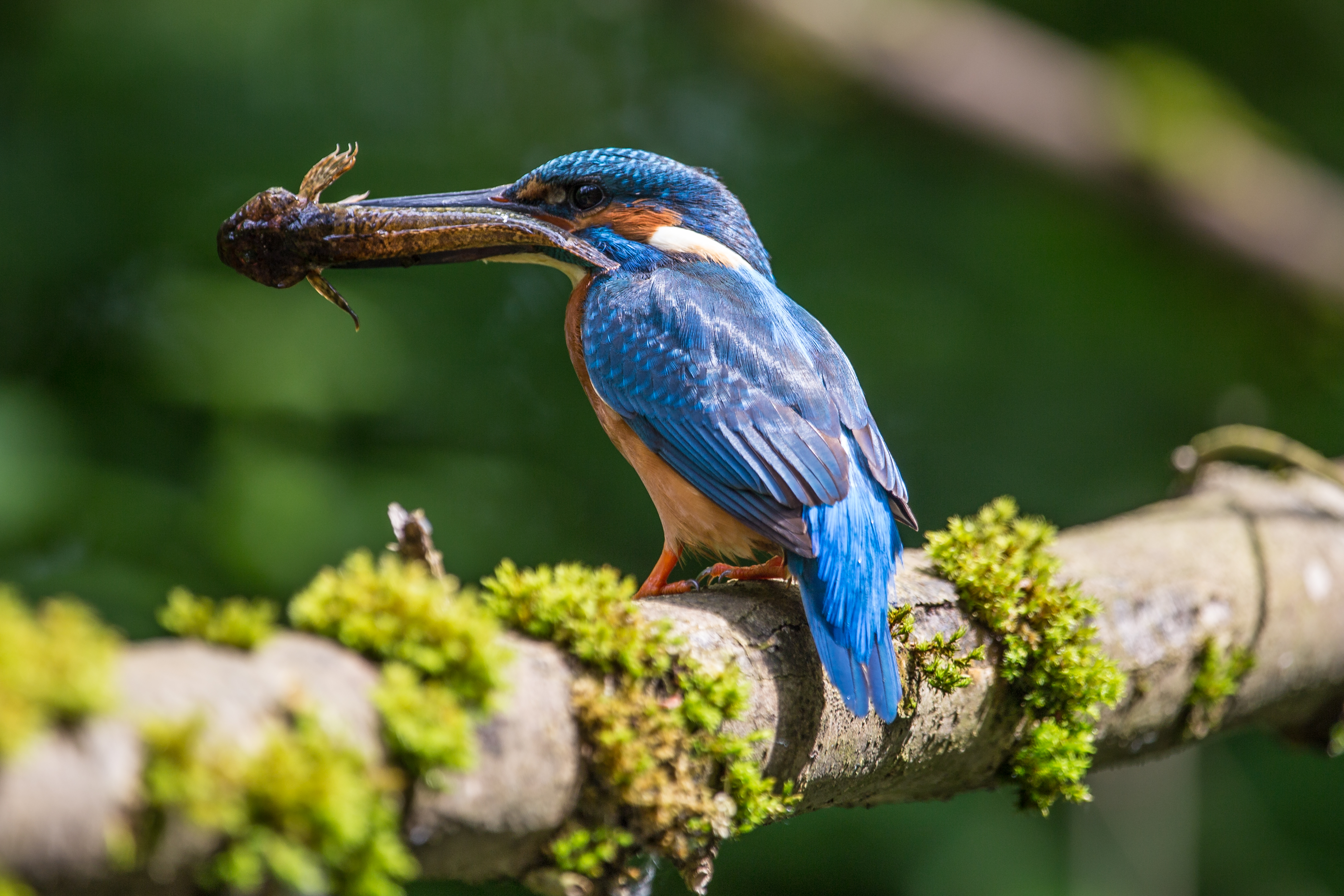
Eisvogel-Männchen mit erbeuteter Groppe auf dem Weg zur Bruthöhle
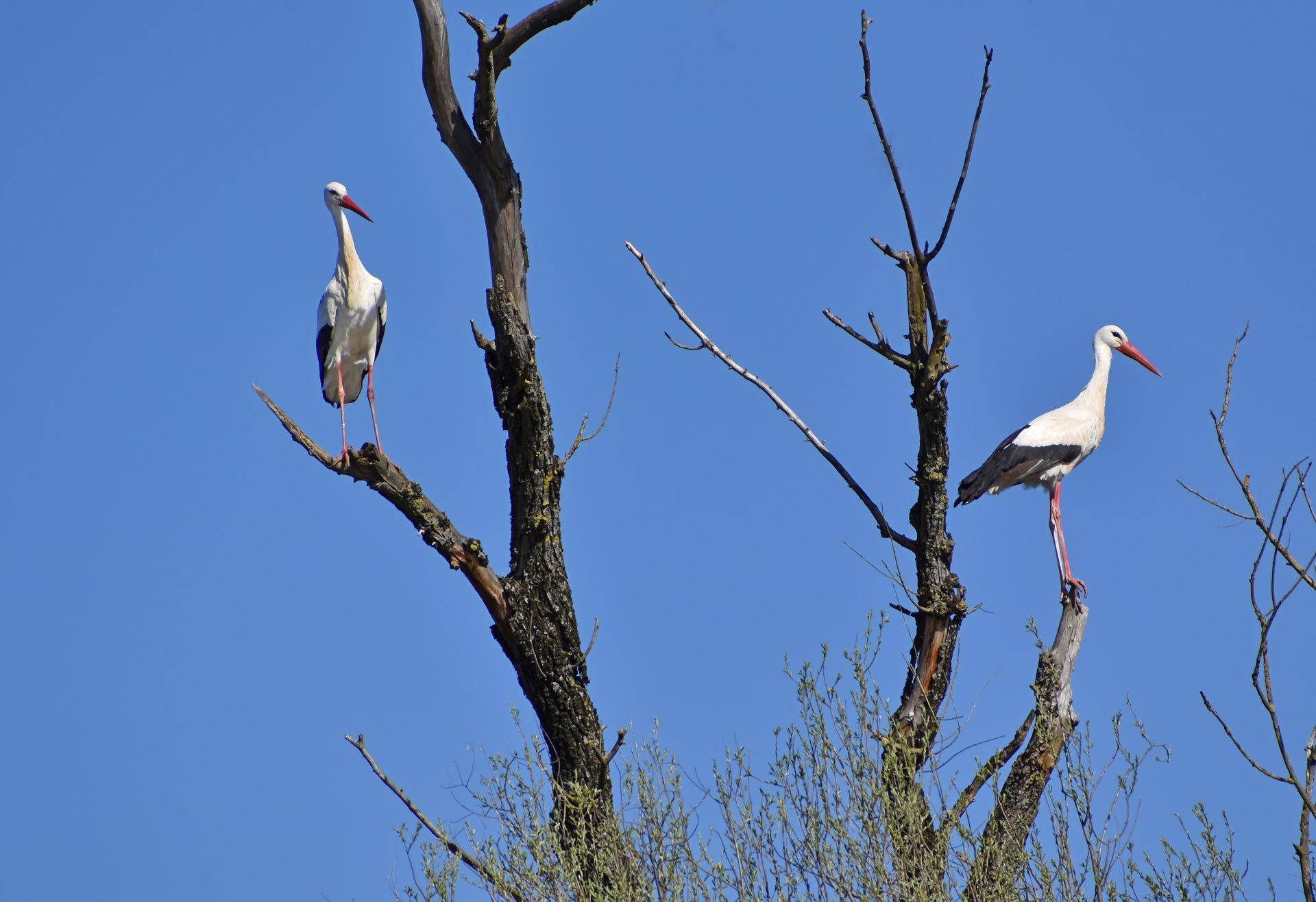
Storchenpaar bei den Bensheimer Tongruben
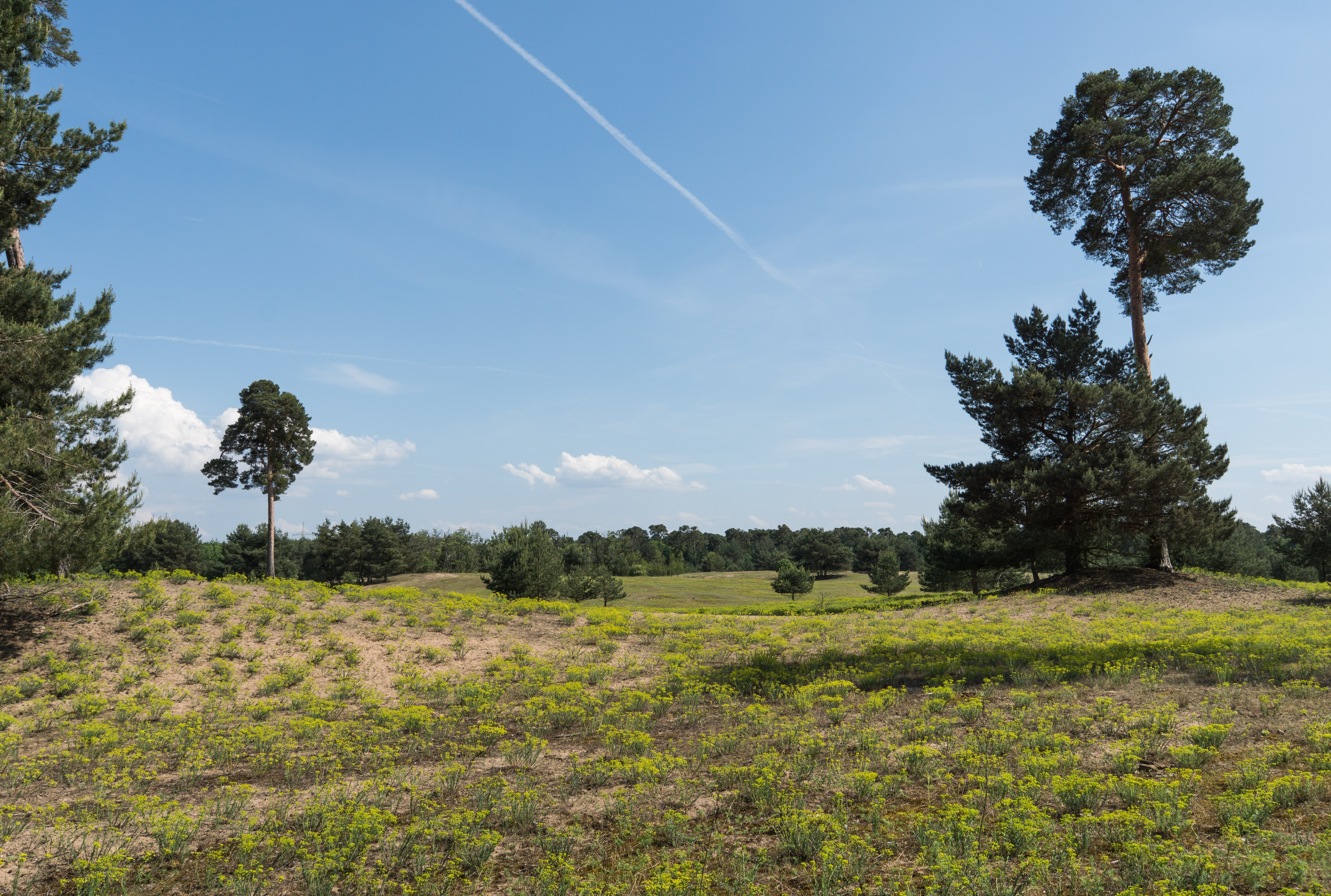
Trockenrasen am Glockenbuckel, mitten im Viernheimer Wald
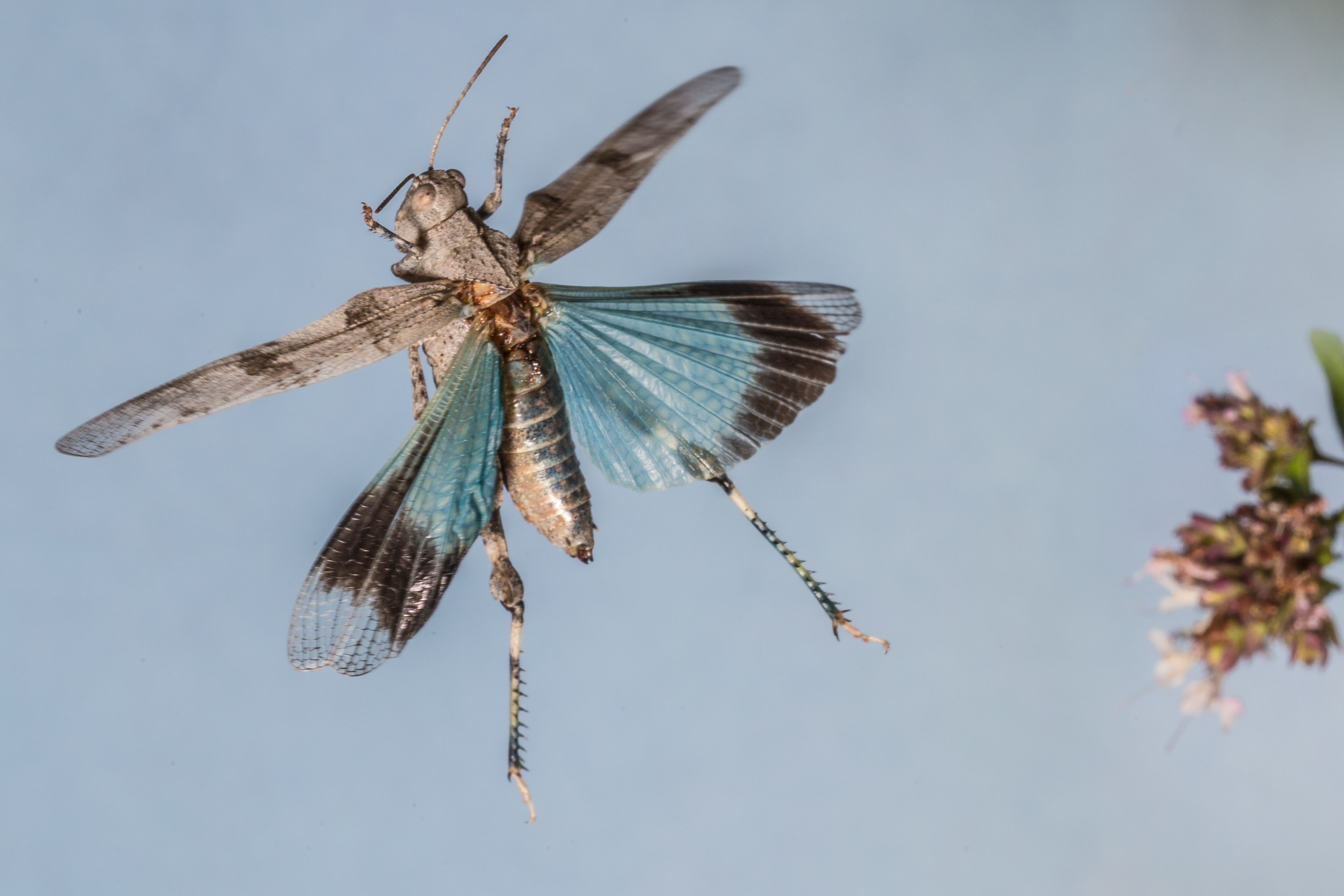
Die blauflügelige Ödlandschrecke im Sprung
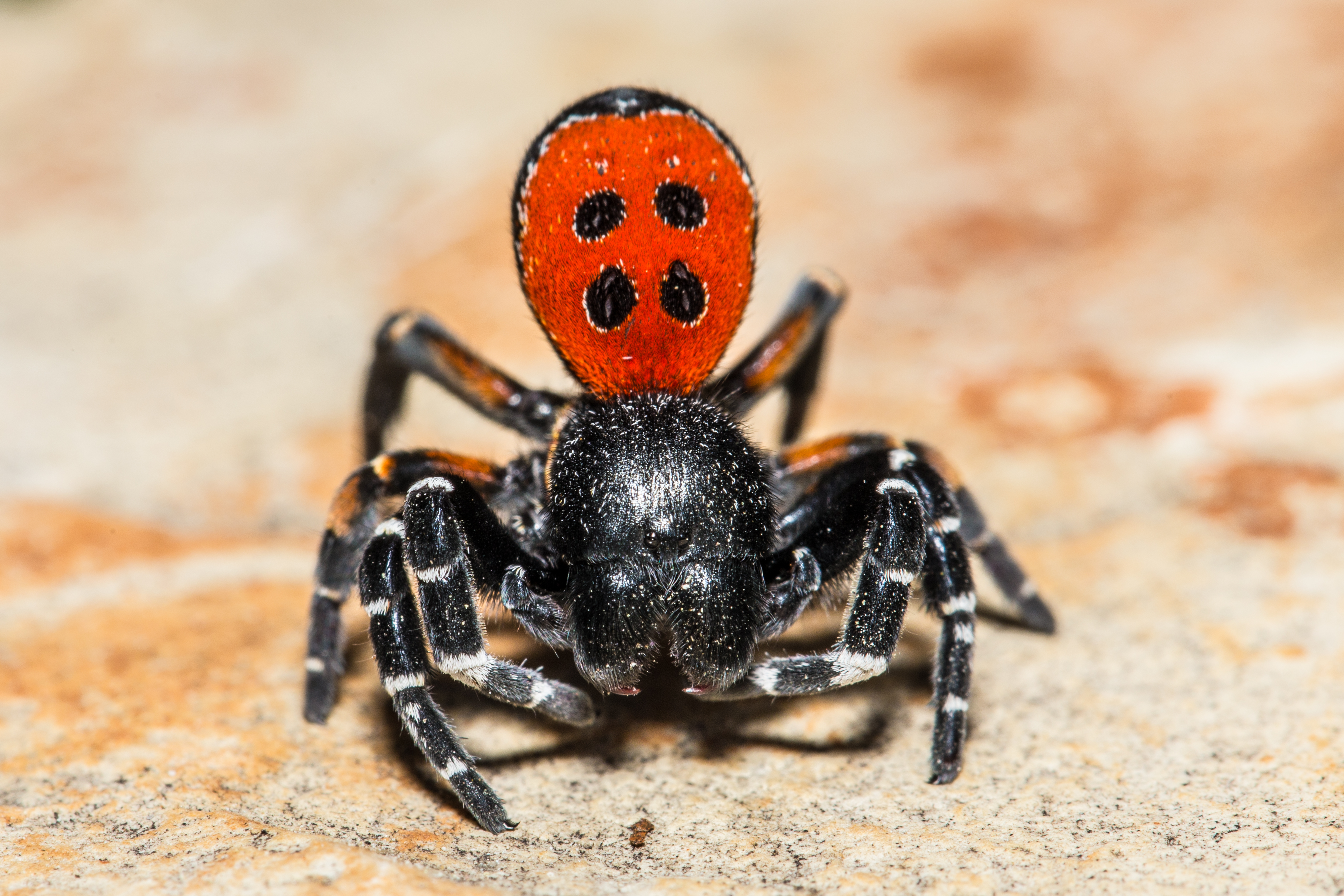
Rote Röhrenspinne in Drohhaltung
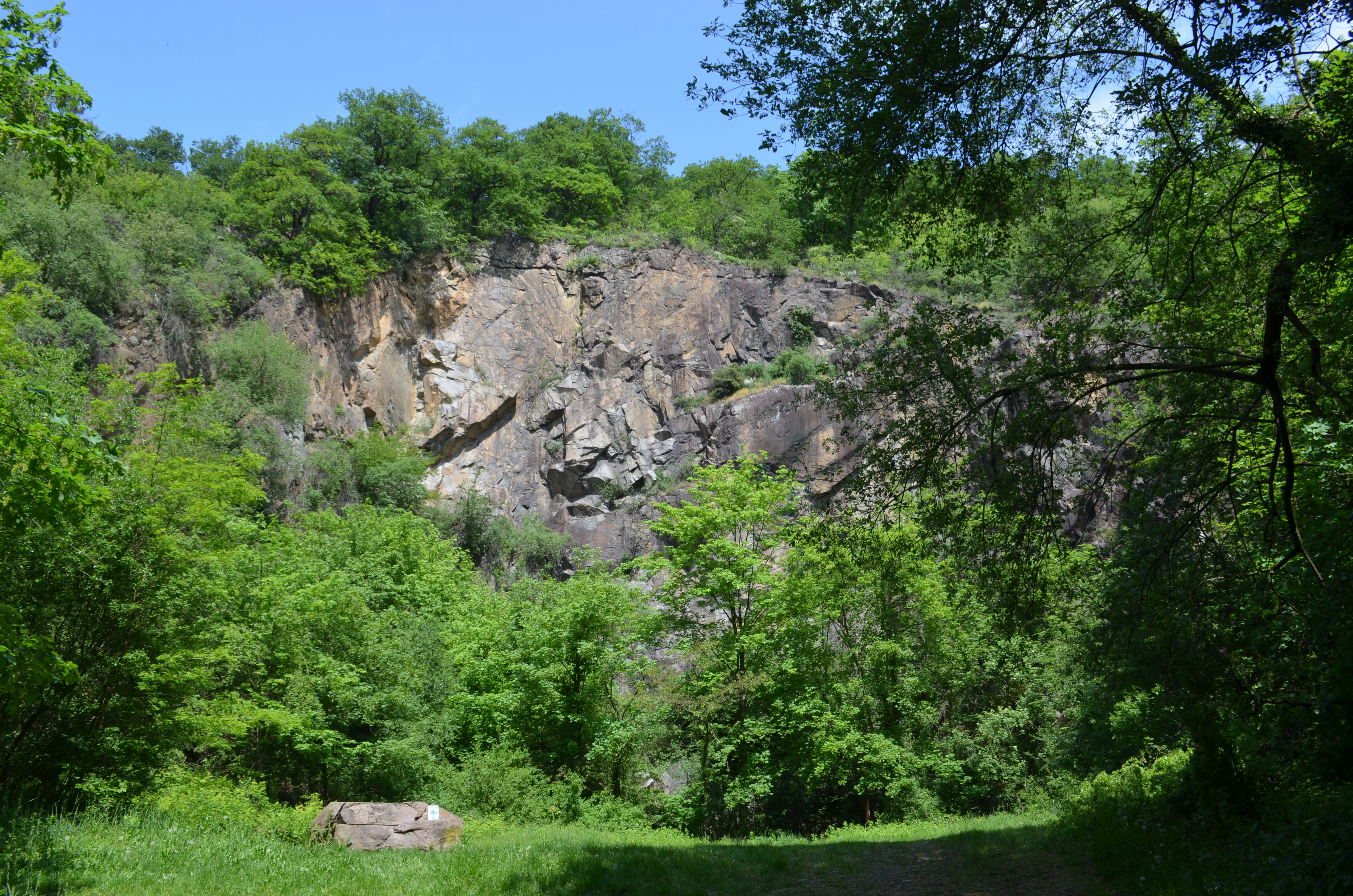
Steinbruch an der Orbishöhe bei Zwingenberg
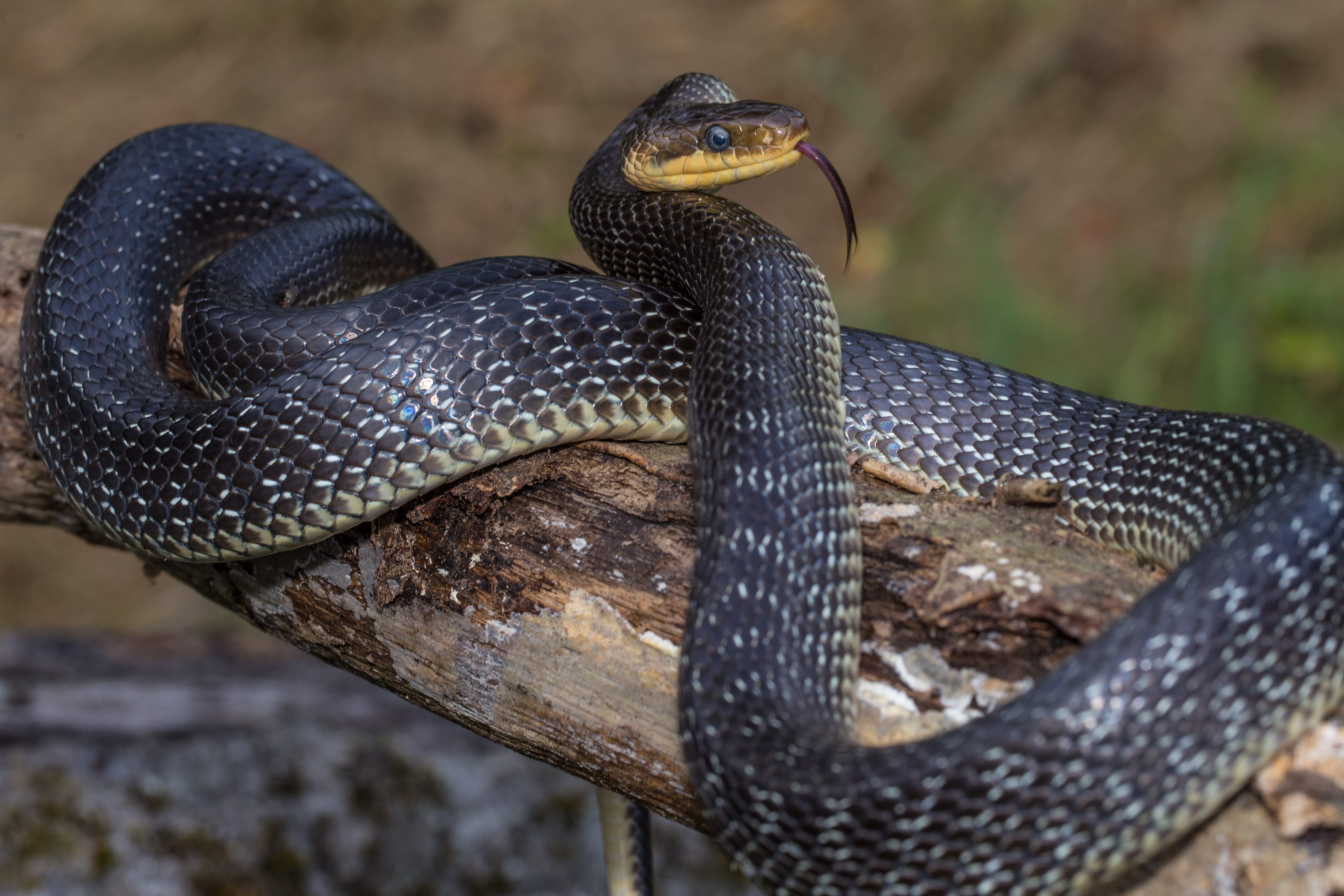
Äskulapnatter in der Weidenau von Hirschhorn
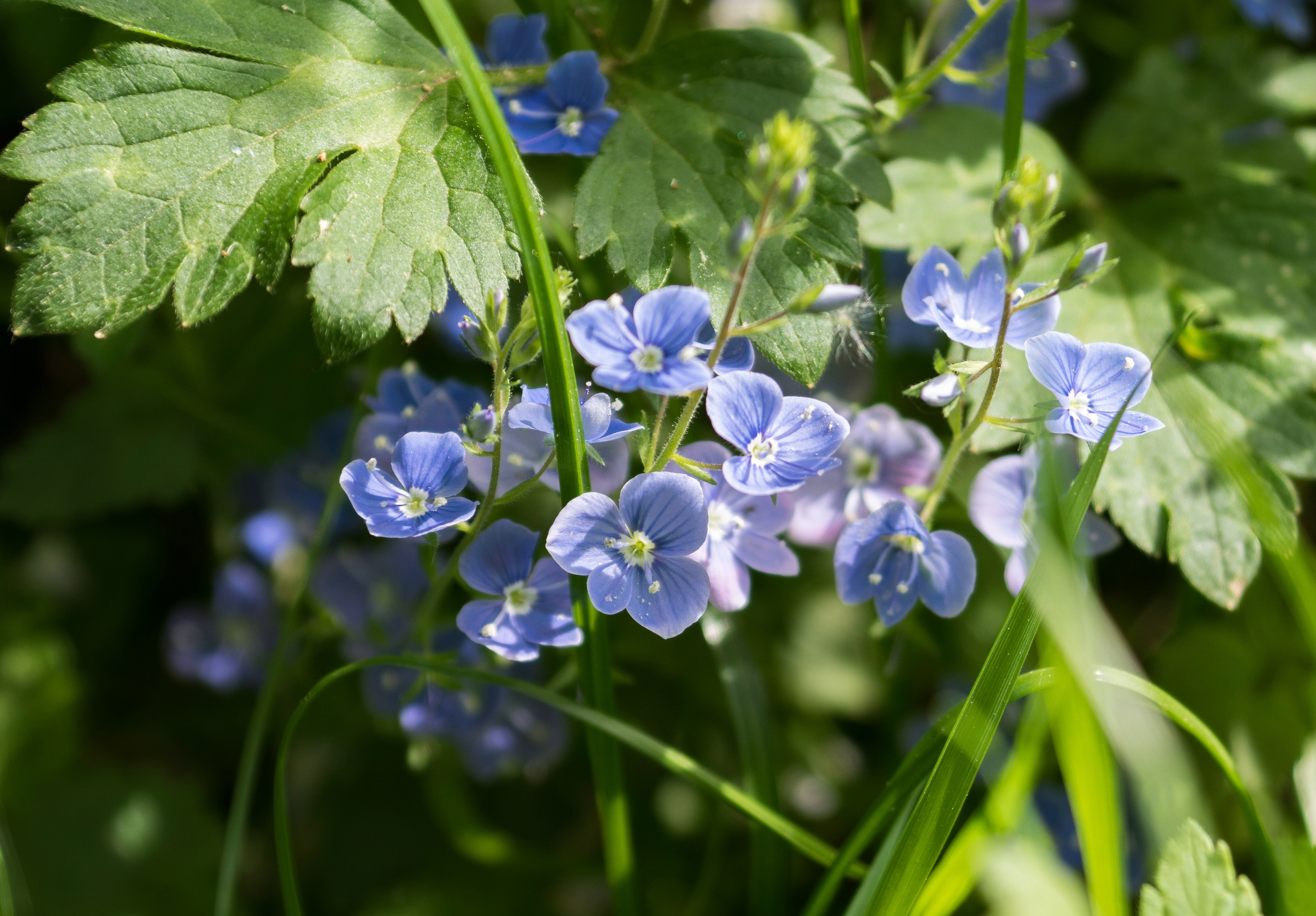
Gamander-Ehrenpreis im Wiesentälchen von Beedenkirchen
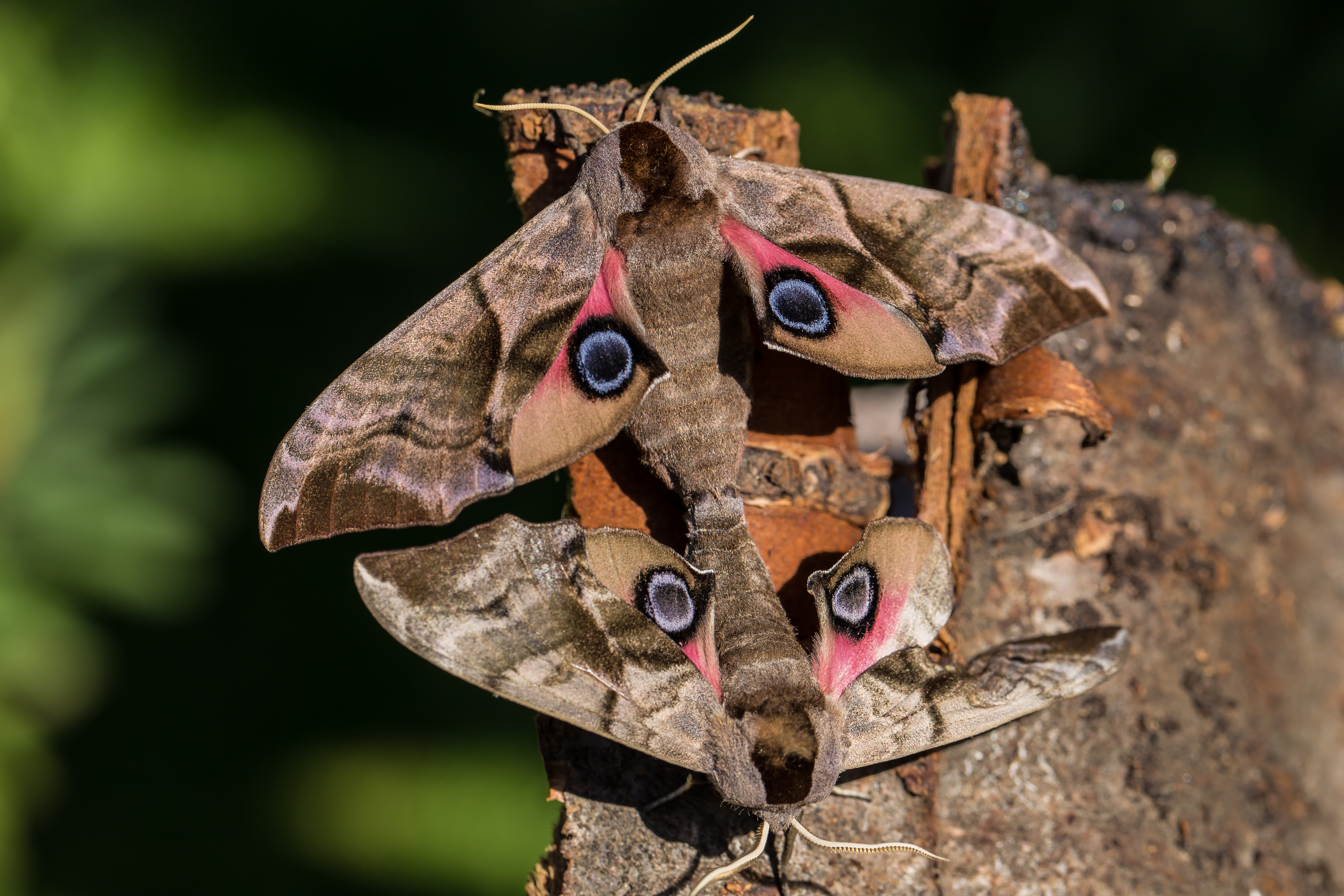
Abendpfauenauge, Paarung in Schreckstellung
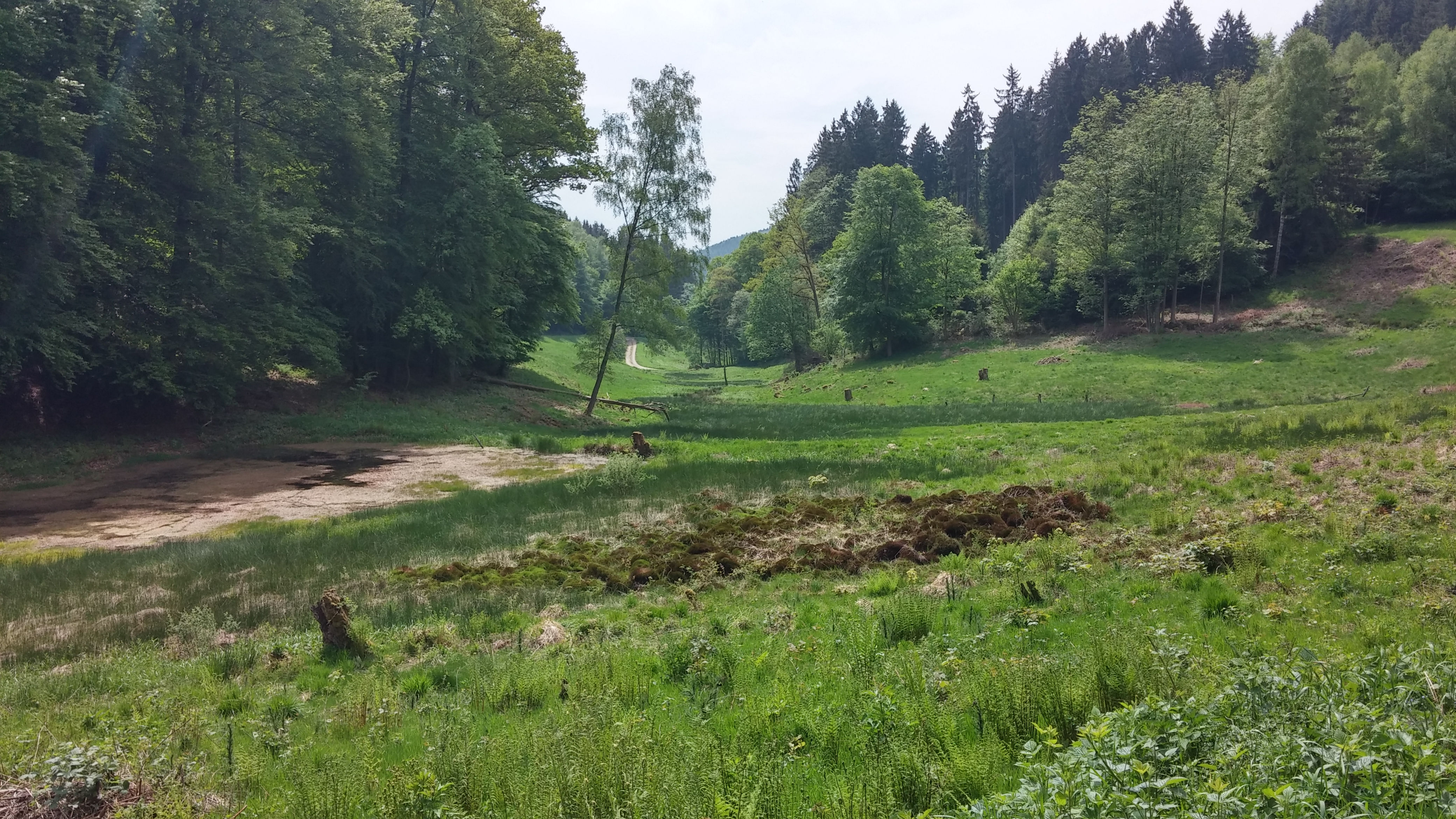
Talblick im NSG „Dürr-Ellenbachtal von Wald-Michelbach“
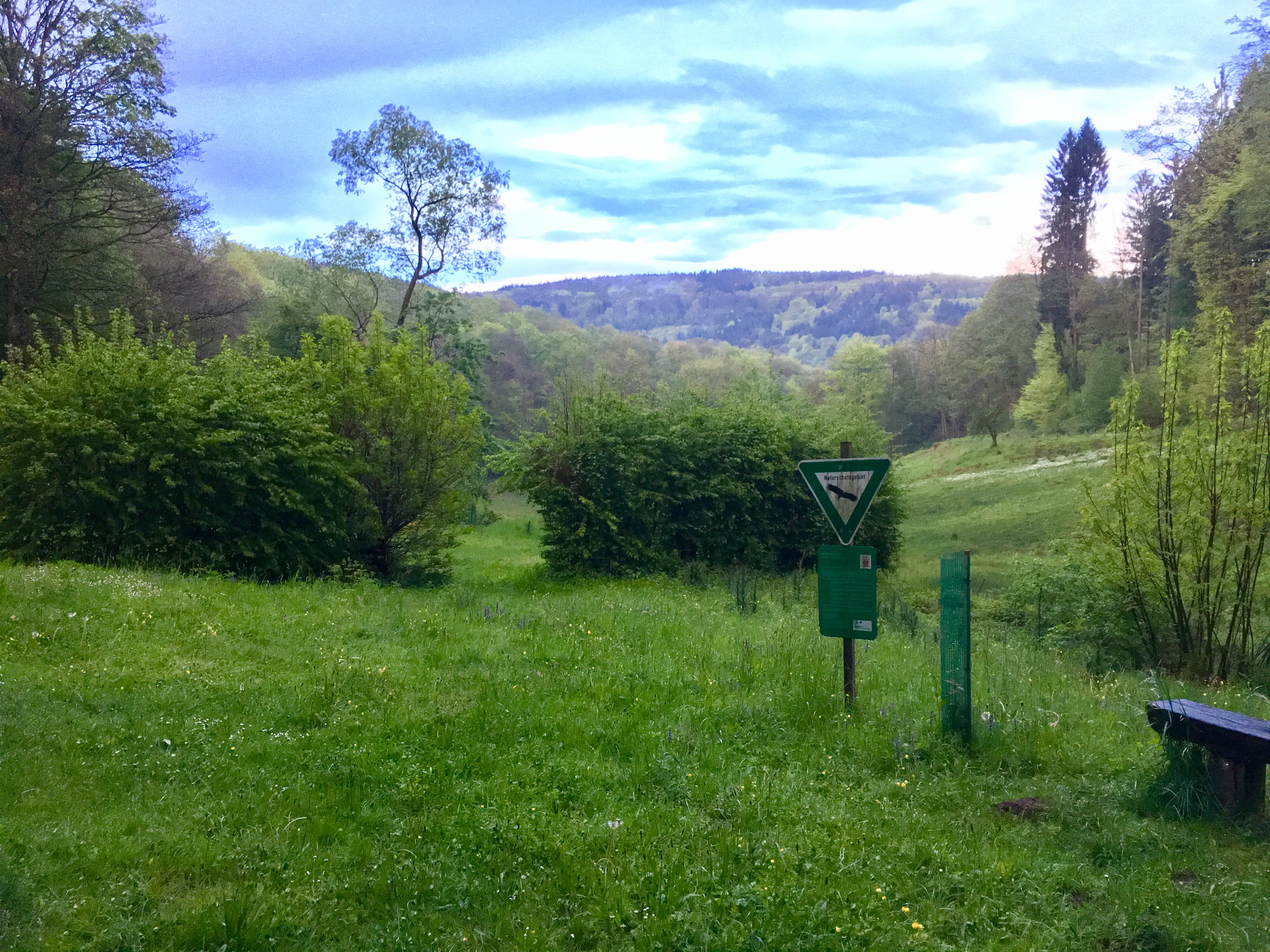
Blick in das Eiterbachtal
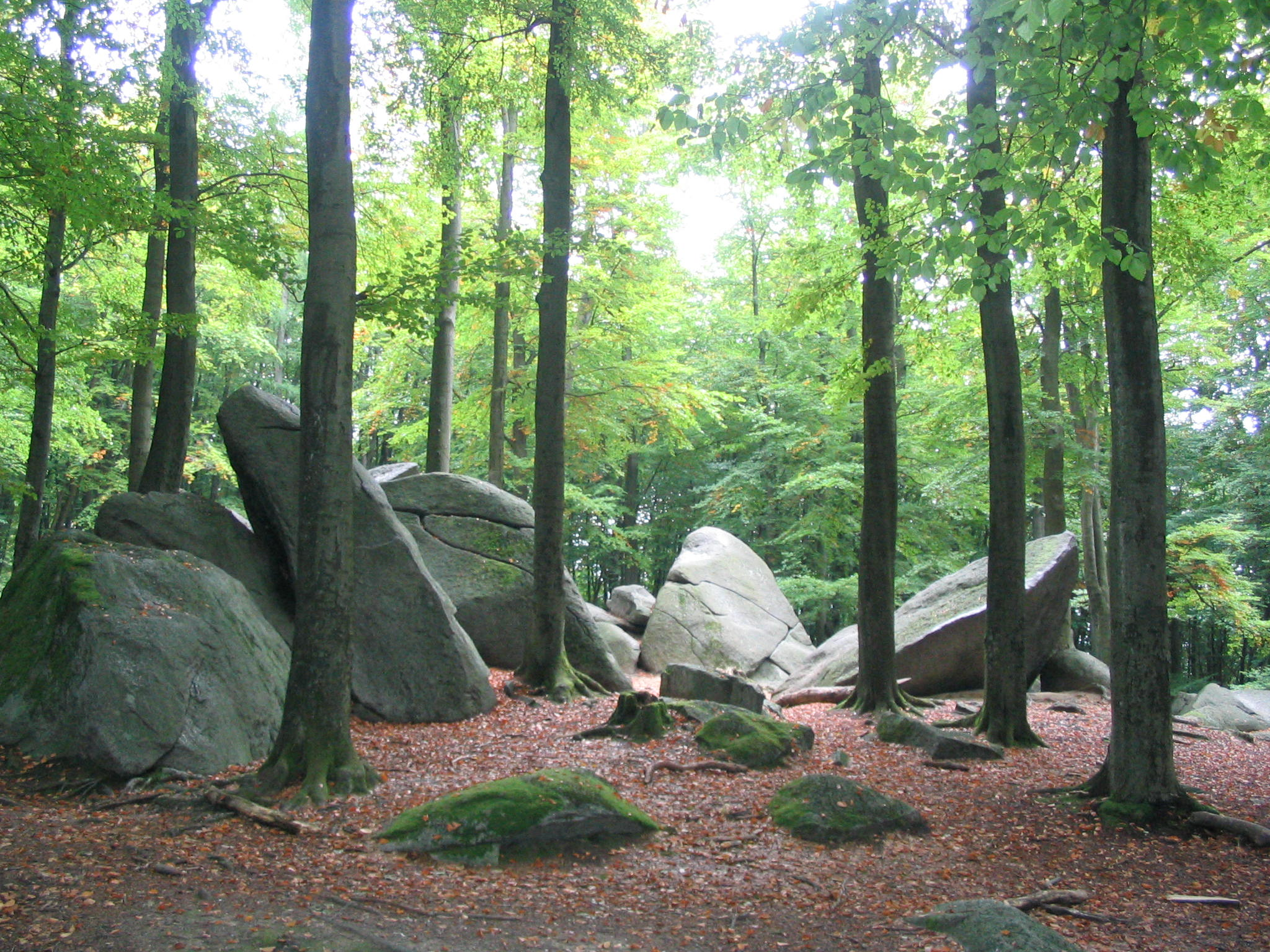
Altarstein-Gruppe im Felsenmeer bei Reichenbach
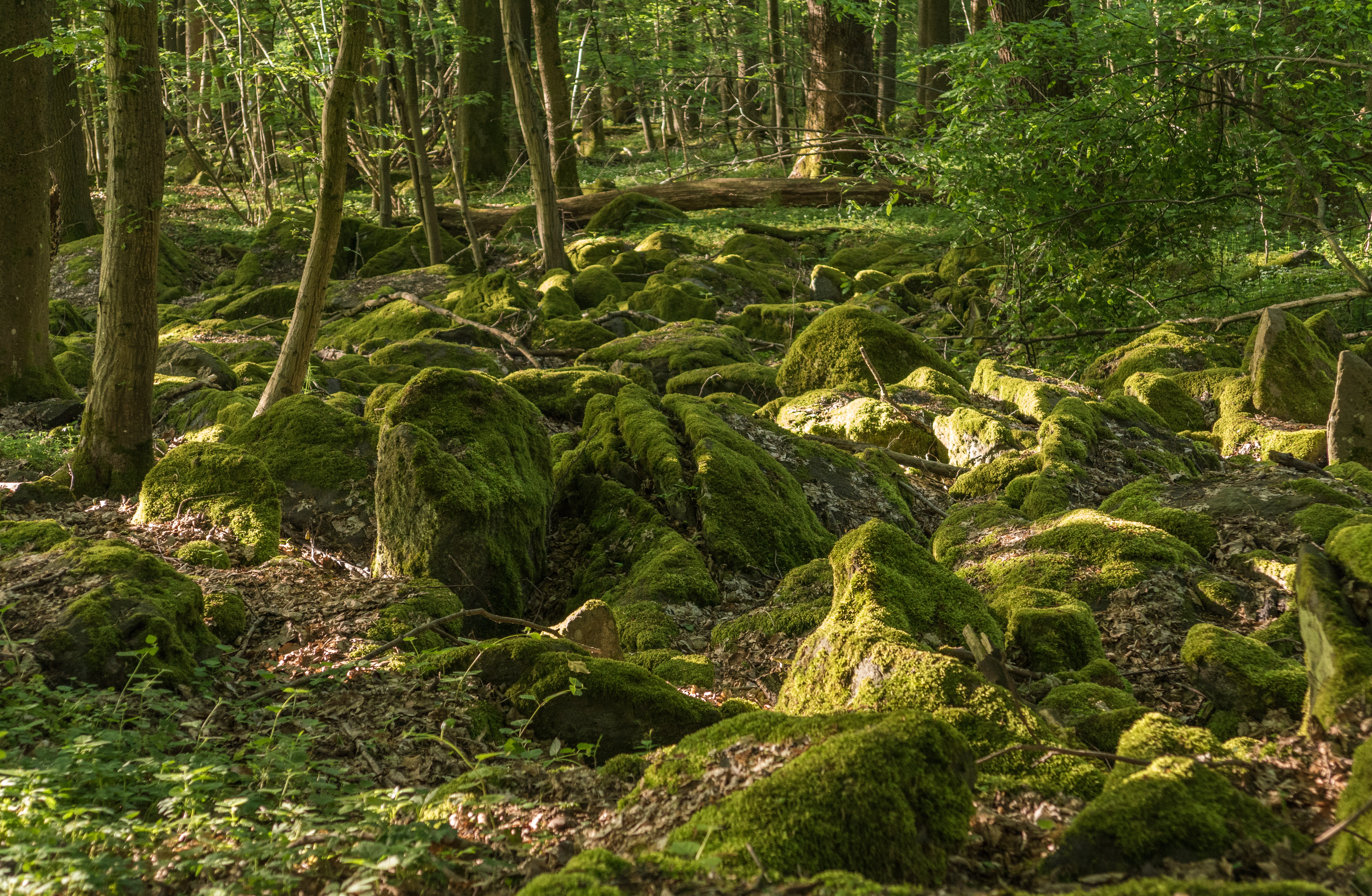
Bemooste Blockhalde im Schannenbacher Moor
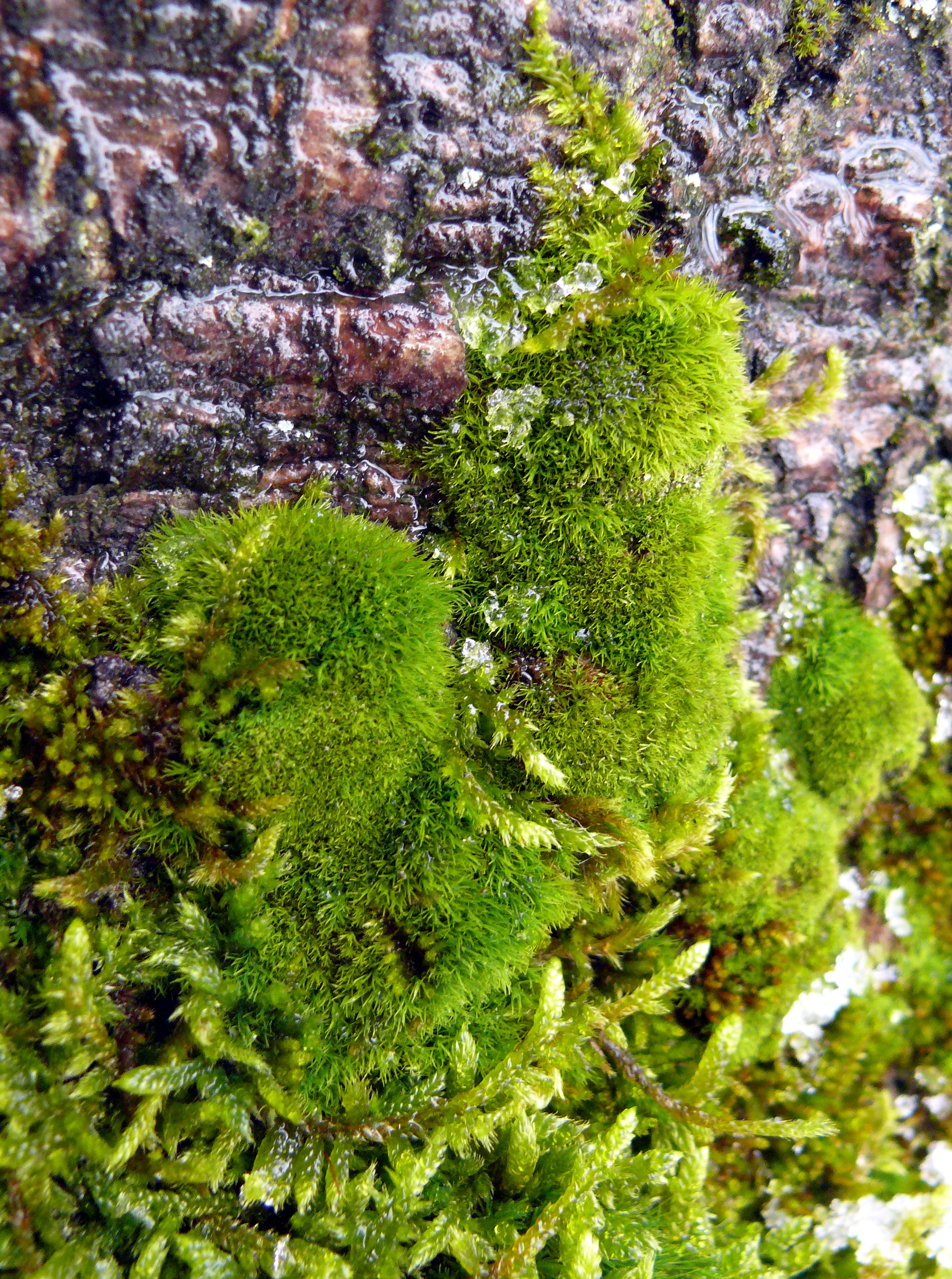
Grünes Besenmoos auf Baumrinde
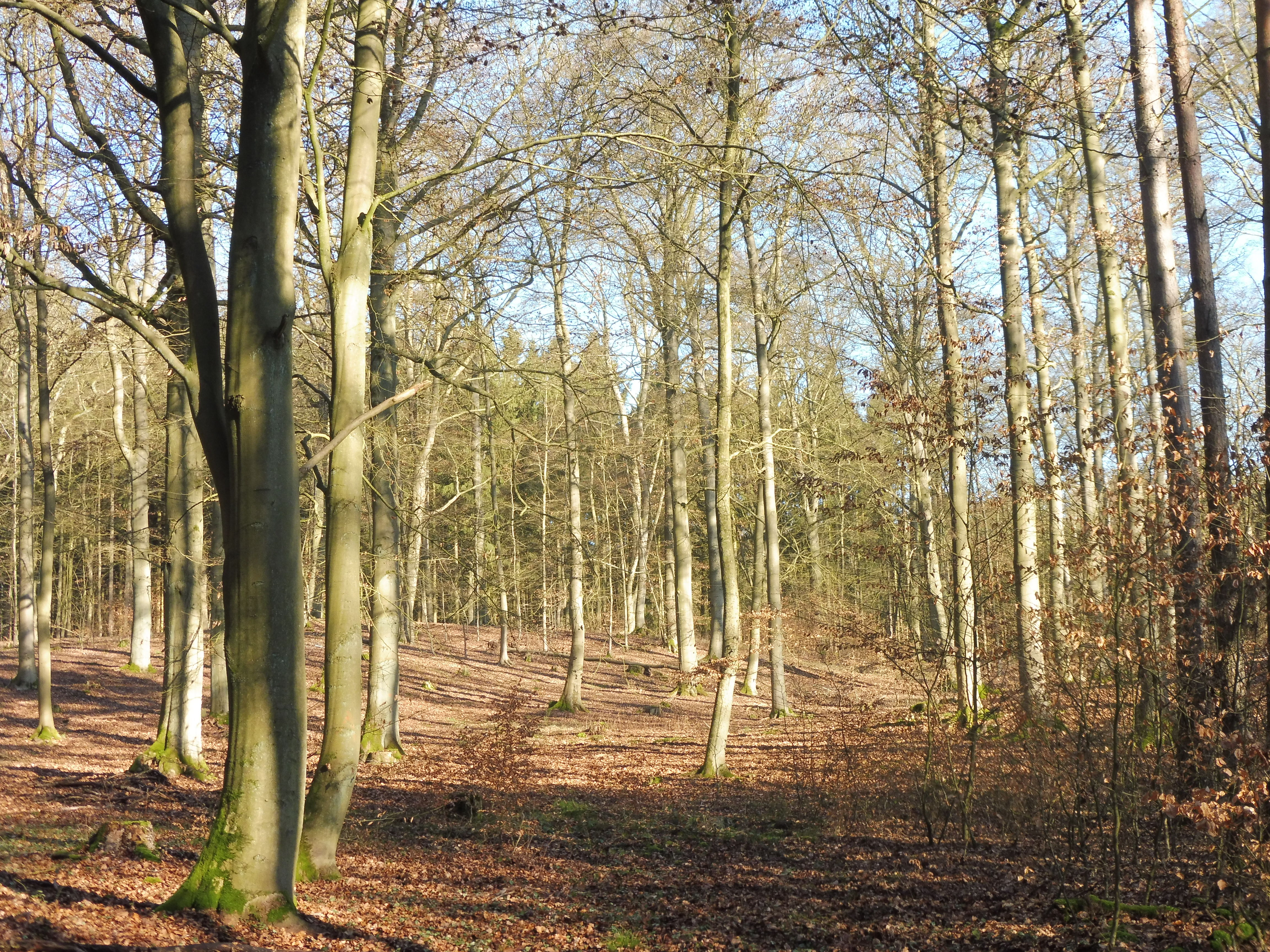
Rotbuchenwald, (noch) typisch für die Hänge an der Bergstraße

Zum Schutz dieser Biotope sind 31 Naturschutzgebiete mit einer Gesamtfläche von rund 1.900 Hektar und vier Landschaftsschutzgebiete ausgewiesen. Außerdem gibt es 34 Natura-2000-Gebiete (davon 27 FFH-Gebiete und sieben Vogelschutzgebiete), die teilweise kreisübergreifend sind. Über 150 markante Einzelbäume oder Baumgruppen, Felsformationen oder Kleinflächen sind als Naturdenkmal geschützt. Eine Reihe von Waldbereichen ist als Bannwald, Schutzwald und Erholungswald ausgewiesen.
- Siehe auch: Liste der Naturschutzgebiete im Landkreis Bergstraße
- Siehe auch: Liste der Naturdenkmale im Landkreis Bergstraße
- Siehe auch: Liste der Landschaftsschutzgebiete in Hessen
- Siehe auch: Liste der FFH-Gebiete in Hessen
- Siehe auch: Liste der EU-Vogelschutzgebiete in Hessen

## Geschichte
Das Gebiet des Landkreises Bergstraße gehörte vor 1800 größtenteils zu Kurmainz, teilweise zur Kurpfalz, zur Landgrafschaft Hessen-Darmstadt und der Grafschaft Erbach-Schönberg. Nach dem Reichsdeputationshauptschluss 1803 kam es an Hessen-Darmstadt, das spätere Großherzogtum Hessen, in die Provinz Starkenburg. Die Verwaltungseinheiten waren zunächst die Ämter Bensheim, Fürth, Gernsheim, Heppenheim, Hirschhorn, Kürnbach, Lampertheim, Lindenfels, Lorsch, Pfungstadt, Schönberg, Seeheim, Wald-Michelbach, Wimpfen und Zwingenberg. 1821 wurden statt der Ämter nun Landratsbezirke eingesetzt. Diese waren die Vorläufer der Kreise. Im Bereich des heutigen Landkreises Bergstraße wurden die Landratsbezirke Bensheim, Heppenheim, Hirschhorn und Lindenfels sowie Wimpfen mit Amt Kürnbach als Exklave in Baden gebildet. Dabei wurden einige Orte an benachbarte Landratsbezirke abgegeben.
Nach der am 20. August 1832 bekanntgegebenen Neugliederung sollte es in Süd-Starkenburg künftig nur noch Kreise, nicht mehr Landratsbezirke, und zwar den Kreis Bensheim und den Kreis Lindenfels geben. Heppenheim war zur Eingliederung in den Kreis Bensheim vorgesehen; sein Landratsbezirk sollte an den Kreis Bensheim fallen. Noch vor dem Inkrafttreten der Verordnung zum 15. Oktober 1832 wurde diese aber dahingehend revidiert, dass statt des Kreises Lindenfels neben dem Kreis Bensheim der Kreis Heppenheim als zweiter Kreis gebildet, die Stadt Heppenheim mithin nicht in den Kreis Bensheim eingegliedert wurde. Der Landratsbezirk Wimpfen blieb selbständiger Verwaltungsbezirk.
Am 31. Juli 1848 wurden die beiden Kreise Bensheim und Heppenheim zum Regierungsbezirk Heppenheim zusammengeschlossen. Der Landratsbezirk Wimpfen kam zum Regierungsbezirk Erbach. Diese Verwaltungsreform hatte jedoch nur knapp vier Jahre Bestand, denn am 12. Mai 1852 wurde die Zusammenlegung wieder aufgehoben. Dabei entstanden wieder der Kreis Lindenfels und der neue Kreis Wimpfen, die 1874 aber endgültig aufgelöst wurden und den Landkreisen Bensheim und Heppenheim zugeschlagen wurden. Nach der 1936 erfolgten Auflösung der Provinzial- und Kreistage im nunmehrigen Volksstaat Hessen (ab 1918) und der 1937 durchgeführten Aufhebung der drei Provinzen Starkenburg, Oberhessen und Rheinhessen brachte das Jahr 1938 eine Überprüfung der Kreisgrenzen. Am 1. November 1938 wurde in Hessen eine einschneidende Gebietsreform durchgeführt. In jeder der drei ehemaligen hessischen Provinzen Starkenburg, Rheinhessen und Oberhessen wurde jeweils ein Kreis aufgelöst. In Starkenburg war davon der Kreis Bensheim betroffen, dessen Gebiet auf drei Nachbarkreise verteilt wurde. Der größte Teil wurde dem Kreis Heppenheim zugeschlagen, der auch die Rechtsnachfolgerschaft des Kreises Bensheim übernahm und gleichzeitig in Landkreis Bergstraße umbenannt wurde. Das Gebiet der heutigen Gemeinden Alsbach-Hähnlein, Bickenbach und Seeheim-Jugenheim (ohne Malchen) kam zum Kreis Darmstadt, während das Gebiet der heutigen Gemeinden Biblis, Bürstadt, Groß-Rohrheim und Lampertheim an den Kreis Worms abgegeben wurde.
Die nach 1945 erfolgte Grenzziehung der Besatzungszonen entlang des Rheins sorgte für eine Eingliederung der rechtsrheinischen Gebiete von Stadt und Landkreis Worms in den Landkreis Bergstraße. Ebenfalls durch alliierte Verfügung wurde im Gegenzug das bisher als Exklave zum Landkreis Bergstraße gehörende Bad Wimpfen an den badischen Landkreis Sinsheim abgegeben, das nach Volksbefragung zum 1. Mai 1952 in den württembergischen Landkreis Heilbronn umgegliedert wurde.
Bei der Gebietsreform in Hessen wurde der Landkreis Bergstraße in seinen Außengrenzen kaum verändert. Es ging lediglich die Gemeinde Laudenau am 1. Juli 1971 nach einer Bürgerbefragung an den Landkreis Erbach und wurde ein Ortsteil der Gemeinde Reichelsheim im Odenwald und am 1. Januar 1977 wurde der Weiler Schmal-Beerbach aus Ober-Beerbach im Landkreis Darmstadt herausgelöst und in die Gemeinde Lautertal eingegliedert.

### Einwohnerstatistik

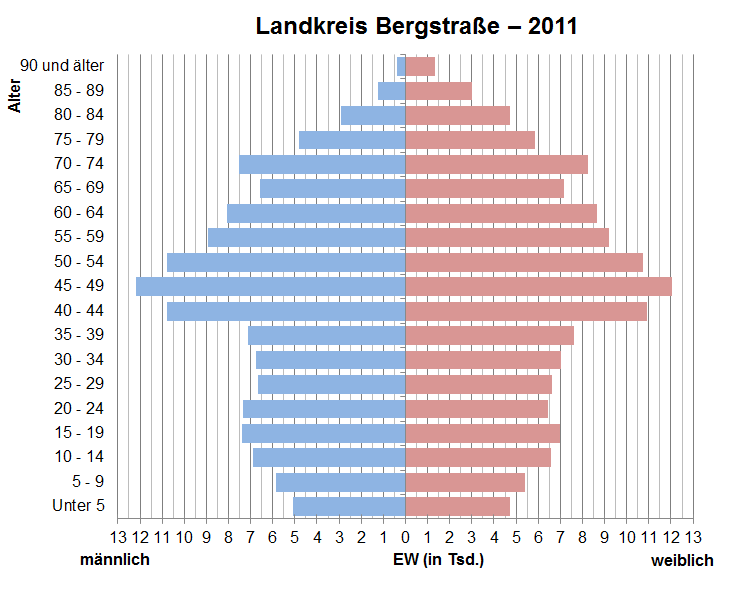
Bevölkerungspyramide für den Landkreis Bergstraße (Datenquelle: Zensus 2011)

Die folgende Übersicht zeigt die Entwicklung der Einwohnerzahlen in den Landkreisen Bensheim, Heppenheim und Bergstraße.
Kreise Bensheim und Heppenheim
| Jahr | Kreis Bensheim | Kreis Heppenheim |
| ---- | -------------- | ---------------- |
| 1900 | 55.916         | 47.083           |
| 1910 | 65.760         | 51.909           |
| 1925 | 72.863         | 55.087           |
| 1933 | 78.917         | 59.000           |

Landkreis Bergstraße
| Jahr | Landkreis Bergstraße |
| ---- | -------------------- |
| 1939 | 097.105              |
| 1950 | 170.373              |
| 1961 | 186.562              |
| 1969 | 226.100              |
| 1970 | 223.991              |
| 1987 | 240.111              |
| 1990 | 248.500              |
| 2001 | 264.695              |
| 2007 | 264.380              |
| 2011 | 261.158              |
| 2015 | 266.928              |
| 2020 | 271.015              |

### Konfessionsstatistik
Laut der Volkszählung 2011 waren 31,8 % der Einwohner evangelisch, 37,8 % römisch-katholisch und 30,4 % gehörten einer sonstigen oder keiner Glaubensgemeinschaft an oder machten keine Angabe. Der Anteil der Protestanten und Katholiken ist seitdem gesunken. Gemäß Zensus 2022 waren (2022) 25,1 % der Einwohner evangelisch, 29,5 % katholisch und 45,4 % gehörten einer sonstigen oder keiner Glaubensgemeinschaft an oder machten keine Angabe.

## Politik

### Kreistag
Die Kommunalwahl am 14. März 2021 lieferte folgendes Ergebnis, im Vergleich gesetzt zu früheren Kommunalwahlen:
| Diagrammdarstellung von Wahlergebnis und Sitzverteilung | Diagrammdarstellung von Wahlergebnis und Sitzverteilung                                                                                      |
| --- | --- |
| Kreistagswahl Bergstraße 2021Wahlbeteiligung: 51,4 % 403020100 37,519,918,38,17,24,73,01,3n. k.n. k. CDUSPDGrüneAfDFDPFW-KBfLinkeFWPiratenFLBGewinne und Verlusteim Vergleich zu 2016 %p 8 6 4 2 0 −2 −4 −6 −8+4,4−4,0+7,2−7,8+0,3+4,7−0,1−3,4−1,0−0,3CDUSPDGrüneAfDFDPFW-KBLinkeFWPiratenFLBAnmerkungen:f Freie Wähler Kreis Bergstraße e. V. | Sitzverteilung im Kreistag Bergstraße 2021Insgesamt 71 Sitze - Linke: 2 - SPD: 14 - Grüne: 13 - FW-KB: 3 - FW: 1 - CDU: 27 - FDP: 5 - AfD: 6 |

| Wahlvorschläge             | Wahlvorschläge                              | 2016  | 2016  | 2011  | 2011  | 2006  | 2006  | 2001  | 2001  |
| Wahlvorschläge             | Wahlvorschläge                              | %     | Sitze | %     | Sitze | %     | Sitze | %     | Sitze |
| -------------------------- | ------------------------------------------- | ----- | ----- | ----- | ----- | ----- | ----- | ----- | ----- |
| CDU                        | Christlich Demokratische Union Deutschlands | 33,1  | 24    | 36,8  | 30    | 42,3  | 34    | 43,2  | 35    |
| SPD                        | Sozialdemokratische Partei Deutschlands     | 23,9  | 17    | 29,2  | 23    | 34,0  | 28    | 38,8  | 31    |
| AfD                        | Alternative für Deutschland                 | 15,9  | 11    | —     | —     | —     | —     | —     | —     |
| Grüne                      | Bündnis 90/Die Grünen                       | 11,1  | 08    | 19,4  | 16    | 08,0  | 06    | 07,3  | 06    |
| FDP                        | Freie Demokratische Partei                  | 06,9  | 05    | 03,8  | 03    | 05,6  | 04    | 04,5  | 04    |
| Freie Wähler               | Freie Wähler Kreis Bergstraße               | 04,7  | 03    | 05,1  | 04    | 04,6  | 04    | 05,7  | 05    |
| Die Linke                  | Die Linke                                   | 03,1  | 02    | 02,2  | 02    | 02,3  | 02    | —     | —     |
| Piraten                    | Piratenpartei Deutschland                   | 01,0  | 01    | 01,3  | 01    | —     | —     | —     | —     |
| FLB                        | Freie Liste Bergstraße                      | 00,3  | 0     | —     | —     | —     | —     | —     | —     |
| REP                        | Die Republikaner                            | —     | —     | 02,3  | 02    | 03,2  | 03    | —     | —     |
| Gesamt                     | Gesamt                                      | 100,0 | 71    | 100,0 | 81    | 100,0 | 81    | 100,0 | 81    |
| Wahlbeteiligung in Prozent | Wahlbeteiligung in Prozent                  | 47,6  | 47,6  | 49,3  | 49,3  | 46,0  | 46,0  | 52,0  | 52,0  |

Anmerkung: Kurz nach der Kommunalwahl 2021 wechselte eine Kreistagsabgeordnete der AfD zu den Freien Wählern Kreis Bergstraße. Dadurch hat die AfD nur noch fünf Abgeordnete, die Freien Wähler nunmehr vier Abgeordnete.
Seit den Kreistagswahlen 2001 regierte eine Mehrheitskoalition aus CDU, FDP und FWG, die die zuvor regierende große Koalition ablöste. 2011 verlor diese Koalition die Mehrheit und wurde durch ein Bündnis von CDU und Grünen abgelöst, das wiederum 2016 seine Mehrheit verlor. Zwischen 2016 und 2021 bildeten CDU und SPD eine Mehrheitskoalition. Seit der Kommunalwahl 2021 besteht erneut eine Koalition aus CDU und Grünen.

### Landrat

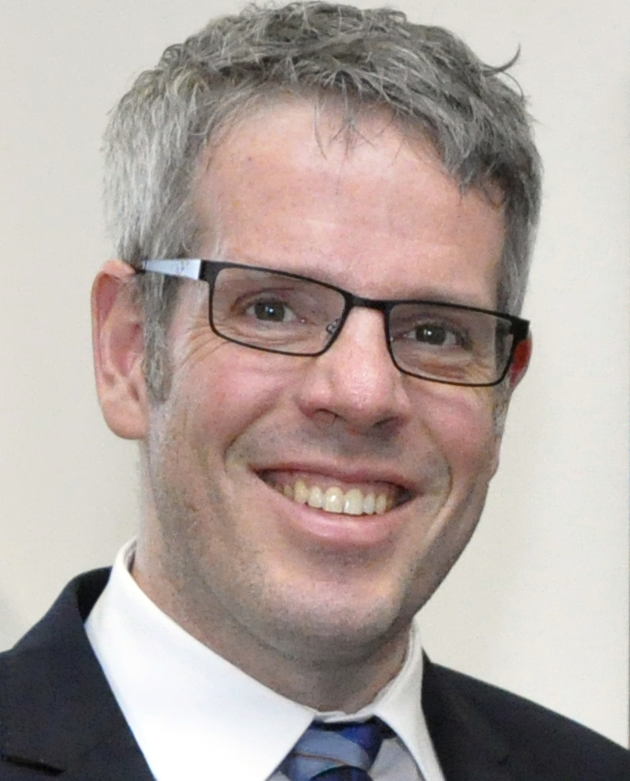
Christian Engelhardt, seit September 2015 Landrat des Landkreises Bergstraße

Nach der hessischen Kommunalverfassung wird der Landrat für eine sechsjährige Amtszeit gewählt, seit dem Jahr 1993 in einer Direktwahl, und ist Vorsitzender des Kreisausschusses, dem im Landkreis Bergstraße neben dem Landrat hauptamtlich ein Erster Kreisbeigeordneter und ehrenamtlich 13 weitere Kreisbeigeordnete angehören. Landrat ist seit dem 16. September 2015 Christian Engelhardt (CDU), der zuletzt Geschäftsführender Direktor des Hessischen Landkreistages war. Er wurde als Nachfolger von Matthias Wilkes (CDU), der nach zwei Amtszeiten nicht wieder kandidiert hatte, am 14. April 2015 in einer Stichwahl bei 21,8 Prozent Wahlbeteiligung mit 53,9 Prozent der Stimmen gewählt. Es folgte eine Wiederwahl im März 2021.
Amtszeiten der Landräte
- 2015–2027 Christian Engelhardt (CDU)[26]
- 2003–2015 Matthias Wilkes (CDU)[27]
- 1997–2003 Norbert Hofmann (SPD)
- 1985–1997 Dietrich Kaßmann (SPD)
- 1982–1985 Franz Hartnagel (CDU)
- 1976–1982 Lothar Bergmann (SPD)
- 1951–1976 Ekkehard Lommel (SPD)
- 1948–1951 Wilhelm Dengler (SPD)
- 1946–1948 Hans Steinmetz (CDU)
- 1945–1946 Wilhelm Dengler (SPD)
- 1945–1945 Gustav König (ernannt)
- 1939–1945 Walther Nanz (NSDAP) (ernannt)

### Hoheitszeichen

Hissflagge
Bannerflagge

Als Hoheitszeichen führt der Landkreis Bergstraße ein Siegel, ein Wappen sowie eine Hiss- und eine Bannerflagge. Das Wappen wurde am 27. Oktober 1954 durch das Hessische Innenministerium genehmigt, die Flagge am 5. Juni 1955.
| Wappen von Landkreis Bergstraße | Blasonierung: „Das gevierte Schild zeigt im 1. blauen Feld einen silbernen Zinnenturm auf silbernem Berg; im 2. silbernen Feld eine rote fünfblättrige Blüte mit goldenen Butzen; im 3. silbernen Feld das rote Lorscher Nagelspitzkreuz und im 4. blauen Feld den hessischen Löwen.“                                  |
| Wappen von Landkreis Bergstraße | Wappenbegründung: Der silberne Zinnenturm stellt die Starkenburg dar, eine der ehemals wichtigsten Befestigungen der Region (heute Ruine). Die rote fünfblättrige Blüte steht für die Blütenvielfalt im Frühling. Das Nagelspitzkreuz ist das Wappen des Klosters Lorsch und der hessische Löwe symbolisiert das Land. |

Flaggenbeschreibung: „Auf der weißen Mittelbahn des rot-weiß-roten Flaggentuches das Wappen des Kreises Bergstraße.“

## Wirtschaft und Infrastruktur

### Wirtschaft

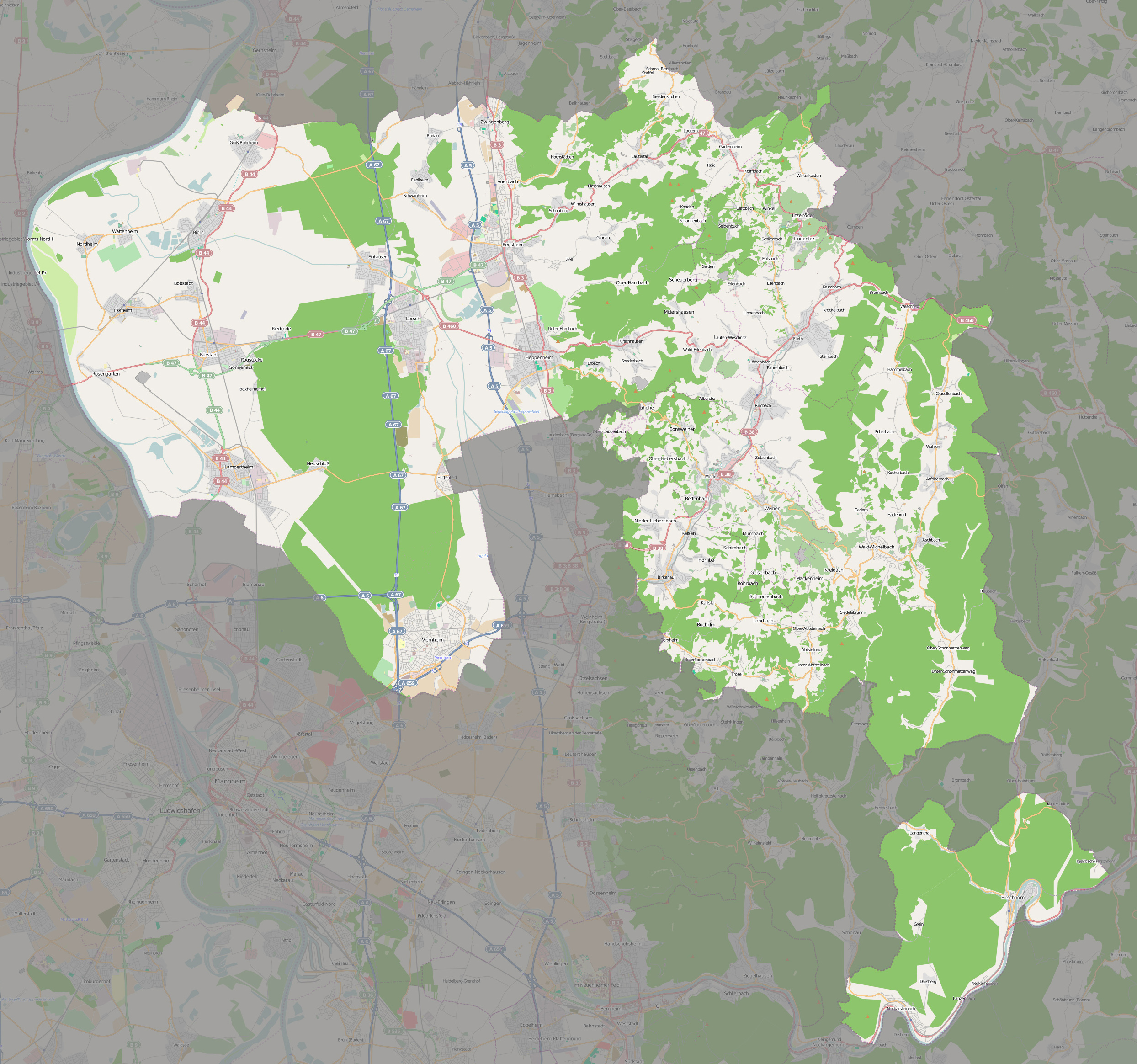
Karte des Landkreises Bergstraße

Im sogenannten Zukunftsatlas 2016 belegte der Landkreis Bergstraße Platz 101 von 402 Landkreisen, Kommunalverbänden und kreisfreien Städten in Deutschland und zählt damit zu den Regionen mit „Zukunftschancen“. In der Ausgabe von 2019 lag er auf Platz 130 von 401.
Die Bergstraße ist eine Tourismusregion. Bei dem recht milden Klima werden Tabak, Spargel und Wein angebaut. Bedeutende Sehenswürdigkeiten sind das Felsenmeer im Lautertal, die karolingische Königshalle des ehemaligen Klosters Lorsch (seit 1991 UNESCO-Weltkulturerbe), die Starkenburg bei Heppenheim, das Auerbacher Schloss sowie der Staatspark Fürstenlager bei Bensheim-Auerbach.
An der Bergstraße sind international agierende Unternehmen wie BASF (ehemals Ciba, Lampertheim), IXYS Semiconductor (Lampertheim), Langnese-Iglo (Heppenheim), SAP SI (Bensheim), Sirona (Bensheim), Suzuki (Bensheim) und Tyco Electronics (Bensheim) angesiedelt. In Biblis befindet sich das mittlerweile stillgelegte Kernkraftwerk Biblis.

### Verkehr
Durch das Kreisgebiet führen die Bundesautobahnen 5 (Heidelberg–Darmstadt), 6 (Kaiserslautern–Heilbronn), 67 (Mannheim–Darmstadt) und 659. Ferner wird das Kreisgebiet von mehreren Bundesstraßen und Kreisstraßen erschlossen, darunter die B 3 (Heidelberg–Darmstadt), die B 37, B 38 (Saukopftunnel), B 44, B 47 und B 460.

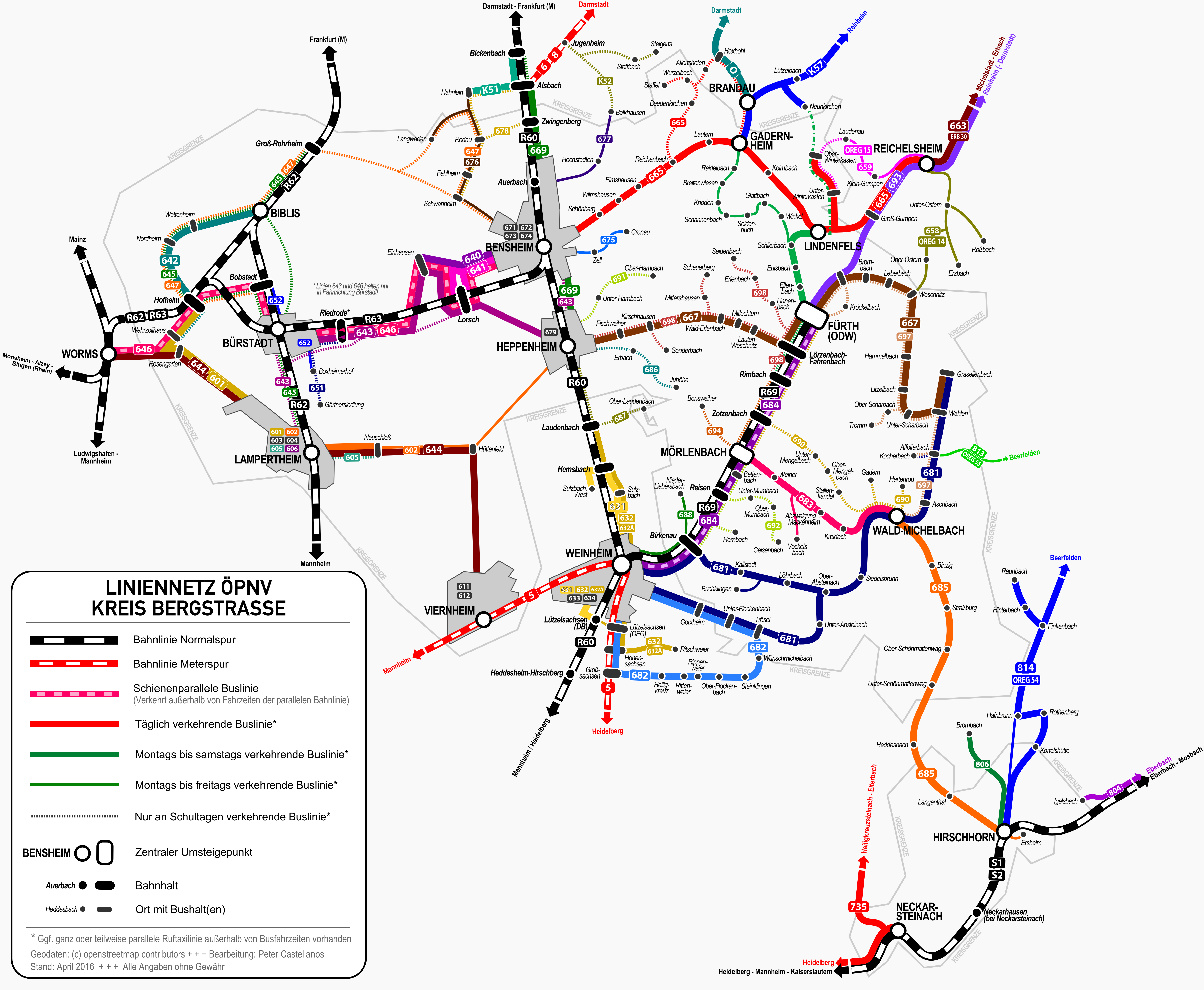
ÖPNV-Liniennetzplan des Landkreises Bergstraße (April 2016)

Im Schienenverkehr ist der Landkreis Bergstraße durch die elektrifizierten Hauptstrecken der Main-Neckar-Bahn (Frankfurt–Darmstadt–Mannheim/Heidelberg) und Riedbahn (Frankfurt–Biblis–Mannheim) angebunden. Fernverkehrshalte existieren im Zweistundentakt mit ICE-Zügen im Bahnhof Bensheim. Diese Züge halten auch im Bahnhof Weinheim Hbf, welcher durch die ins Kreisgebiet hineinragende Lage für den Landkreis ebenfalls ein Verkehrsknotenpunkt ist. Es halten zudem einzelne Intercity-Züge im Bahnhof Heppenheim. Die Orte im Neckartal sind an die Neckartalbahn (Heidelberg–Bad Friedrichshall) angebunden. In Planung befindet sich die Neubaustrecke Frankfurt–Mannheim, die den Landkreis in Nord-Süd-Richtung (ohne Halt) durchfahren und die Main-Neckar- und Riedbahn entlasten soll.
Des Weiteren existieren mit Nibelungenbahn und Weschnitztalbahn zwei dieselbetriebene Nebenbahnen sowie die Überwaldbahn, welche aktuell nur im Freizeitverkehr mit Solardraisinen zwischen Mörlenbach und Wald-Michelbach befahren wird. Der Abschnitt Wald-Michelbach–Wahlen ist abgebaut und wird als Fuß- und Radweg genutzt. Ebenfalls stillgelegt ist die ehemalige Bahnstrecke Neckarsteinach–Schönau sowie der größte Teil der Bahnstrecke Weinheim–Worms.
Die Stadt Viernheim liegt an der schmalspurigen Bahnstrecke Mannheim–Weinheim, auf der ein Regionalstadtbahn-Verkehr zwischen Mannheim und Weinheim (und weiter nach Heidelberg) durch die Rhein-Neckar-Verkehr GmbH (RNV) angeboten wird.
Der öffentliche Personennahverkehr im Landkreis ist gemeinsam mit den anderen Landkreisen des Rhein-Neckar-Dreiecks im Verkehrsverbund Rhein-Neckar (VRN) organisiert. Für Fahrten von/zu den angrenzenden Landkreisen in Hessen gilt ein Übergangstarif zwischen VRN und Rhein-Main-Verkehrsverbund (RMV), in dem einige Fahrkarten des RMV anerkannt werden (Fahrten im Kreisgebiet) bzw. diese für Fahrten in den RMV-Raum gelöst werden können (Fahrten aus dem Landkreis).
Das Busliniennetz setzt sich gemäß Netzhierarchie im Nahverkehrsplan 2014–2018 aus Linien erster Ordnung („Konkurrenz zum motorisierten Individualverkehr“), Linien zweiter Ordnung („Alternative zum motorisierten Individualverkehr“), sowie einem Ergänzungsnetz („Ausbildungsverkehr und Grundversorgung“) zusammen. Eine Übersicht über das Liniennetz untergliedert nach Verkehrsmittel (Bus/Bahn) und Verkehrstagen bietet nebenstehender Liniennetzplan. In Bensheim, Bürstadt, Lampertheim und Viernheim existieren zusätzlich Stadtbuslinien.
Mit dem Bedarfshalt „Bensheim, Autohof“ war der Landkreis Bergstraße zeitweise mit Fernbussen erreichbar.
Durch den Kreis führen die hessischen Radfernwege R6, R8 und R9. Der Radweg R6 von Diemelstadt führt ab Groß-Rohrheim etwa 20 Kilometer entlang der Rheinaue auf dem Rheinradweg bis zum Biedensand bei Lampertheim.  Der Radweg R8 führt vom Edertal über Westerwald und Taunus zur Bergstraße; im Kreis führt der Weg von Zwingenberg nach Süden bis nach Heppenheim an die Landesgrenze nach Baden-Württemberg.
Auf der Rheinbrücke bei Worms startet der R9 nach Osten und endet in Obernburg am Main. Im Kreis führt der Weg 25 km flach durch die Hessische Rheinebene bis nach Heppenheim, dann steigt die Route an der Bergstraße über 15 Kilometer 500 Höhenmeter an und geht bei Winterkasten in den Odenwaldkreis über. Für das Alltags-Radwegenetz hat der Kreistag 2020 ein Verkehrskonzept beschlossen.

## Gemeinden
(Einwohner am 31. Dezember 2023)
| Städte 1. Bensheim (41.580) 2. Bürstadt (17.683) 3. Heppenheim (Bergstraße) (27.919) 4. Hirschhorn (Neckar) (3.452) 5. Lampertheim (32.307) 6. Lindenfels (5.276) 7. Lorsch (14.355) 8. Neckarsteinach (3.884) 9. Viernheim (34.172) 10. Zwingenberg (7.264) Gemeindefreies Gebiet 1. Michelbuch (Wohnbevölkerung gehört zur Stadt Neckarsteinach) | Gemeinden 1. Abtsteinach (Sitz: Ober-Abtsteinach) (2.427) 2. Biblis (8.949) 3. Birkenau (9.592) 4. Einhausen (6.512) 5. Fürth (10.865) 6. Gorxheimertal (Sitz: Unter-Flockenbach) (4.139) 7. Grasellenbach (Sitz: Hammelbach) (4.035) 8. Groß-Rohrheim (3.597) 9. Lautertal (Odenwald) (Sitz: Reichenbach) (6.937) 10. Mörlenbach (10.274) 11. Rimbach (8.708) 12. Wald-Michelbach (10.557) |

## Ehemalige Gemeinden
Die folgende Tabelle enthält alle ehemaligen Gemeinden des Landkreises Bergstraße sowie die Daten aller Eingemeindungen:
| Gemeinde             | eingemeindet nach         | Datum der Eingemeindung |
| -------------------- | ------------------------- | ----------------------- |
| Affolterbach         | Wald-Michelbach           | 1. August 1972          |
| Albersbach           | Rimbach                   | 1. Januar 1969          |
| Aschbach             | Wald-Michelbach           | 1. Oktober 1971         |
| Auerbach             | Bensheim                  | 1. April 1939           |
| Bad Wimpfen, Stadt   | zum Landkreis Sinsheim    | 26. November 1945       |
| Beedenkirchen        | Lautertal (Odenwald)      | 31. Dezember 1971       |
| Bobstadt             | Bürstadt                  | 31. Dezember 1971       |
| Bonsweiher           | Mörlenbach                | 31. Dezember 1971       |
| Brombach             | Fürth                     | 1. Oktober 1971         |
| Darsberg             | Neckarsteinach            | 1. Oktober 1971         |
| Dürr-Ellenbach       | Aschbach                  | 1. April 1939           |
| Ellenbach            | Fürth                     | 31. Dezember 1970       |
| Elmshausen           | Lautertal (Odenwald)      | 31. Dezember 1971       |
| Erbach               | Heppenheim (Bergstraße)   | 1. Februar 1972         |
| Erlenbach            | Fürth                     | 31. Dezember 1971       |
| Eulsbach             | Lindenfels                | 31. Dezember 1970       |
| Fahrenbach           | Fürth                     | 1. Juli 1970            |
| Fehlheim             | Bensheim                  | 1. Juli 1971            |
| Gadern               | Wald-Michelbach           | 31. Dezember 1970       |
| Gadernheim           | Lautertal (Odenwald)      | 31. Dezember 1971       |
| Glattbach            | Lindenfels                | 31. Dezember 1970       |
| Gorxheim             | Grundelbachtal            | 31. Dezember 1970       |
| Gras-Ellenbach       | Grasellenbach             | 31. Dezember 1971       |
| Grein                | Neckarsteinach            | 1. Oktober 1971         |
| Gronau               | Bensheim                  | 31. Dezember 1971       |
| Grundelbachtal 1     | Gorxheimertal             | 31. Dezember 1971       |
| Hambach              | Heppenheim (Bergstraße)   | 31. Dezember 1971       |
| Hammelbach           | Grasellenbach             | 31. Dezember 1971       |
| Hartenrod            | Wald-Michelbach           | 1. Dezember 1970        |
| Hochstädten          | Bensheim                  | 31. Dezember 1971       |
| Hofheim              | Lampertheim               | 1. Oktober 1971         |
| Hornbach             | Birkenau                  | 31. Dezember 1970       |
| Igelsbach            | Kirschhausen              | 1. Dezember 1970        |
| Kallstadt            | Birkenau                  | 1. Juli 1970            |
| Kirschhausen         | Heppenheim (Bergstraße)   | 1. Februar 1972         |
| Knoden               | Lautertal (Odenwald)      | 1. August 1972          |
| Kocherbach           | Affolterbach              | 1. Dezember 1970        |
| Kolmbach             | Gadernheim                | 31. Dezember 1970       |
| Kreidach             | Wald-Michelbach           | 31. Dezember 1970       |
| Kröckelbach          | Fürth                     | 1. Oktober 1971         |
| Krumbach             | Fürth                     | 1. Oktober 1971         |
| Langenthal           | Hirschhorn (Neckar)       | 1. April 1972           |
| Langwaden            | Bensheim                  | 1. Februar 1971         |
| Laudenau             | Reichelsheim, Lkr. Erbach | 1. Juli 1971            |
| Lauten-Weschnitz     | Rimbach                   | 31. Dezember 1971       |
| Lautern              | Lautertal (Odenwald)      | 31. Dezember 1971       |
| Linnenbach           | Fürth                     | 1. Juli 1971            |
| Litzelbach           | Grasellenbach             | 1. August 1972          |
| Löhrbach             | Birkenau                  | 31. Dezember 1971       |
| Lörzenbach           | Fürth                     | 1. Juli 1970            |
| Mackenheim           | Abtsteinach               | 31. Dezember 1971       |
| Mitlechtern          | Rimbach                   | 31. Dezember 1971       |
| Mittershausen        | Heppenheim (Bergstraße)   | 1. Juli 1971            |
| Neckarhausen         | Neckarsteinach            | 1. Oktober 1971         |
| Nieder-Liebersbach   | Birkenau                  | 31. Dezember 1971       |
| Nordheim             | Biblis                    | 31. Dezember 1970       |
| Ober-Abtsteinach     | Abtsteinach               | 31. Dezember 1971       |
| Ober-Laudenbach      | Heppenheim (Bergstraße)   | 31. Dezember 1971       |
| Ober-Liebersbach     | Mörlenbach                | 31. Dezember 1970       |
| Ober-Mumbach         | Mörlenbach                | 31. Dezember 1970       |
| Ober-Scharbach       | Scharbach                 | 1. Juli 1953            |
| Ober-Schönmattenwag  | Wald-Michelbach           | 31. Dezember 1971       |
| Raidelbach           | Gadernheim                | 31. Dezember 1970       |
| Reichenbach          | Lautertal (Odenwald)      | 31. Dezember 1971       |
| Reisen               | Birkenau                  | 31. Dezember 1970       |
| Riedrode             | Bürstadt                  | 1. Juli 1971            |
| Rodau                | Zwingenberg               | 31. Dezember 1970       |
| Rohrbach             | Ober-Mumbach              | 1. April 1958           |
| Rosengarten 2        | Lampertheim               | 1. Oktober 1971         |
| Schannenbach         | Lautertal (Odenwald)      | 1. August 1972          |
| Scharbach 3          | Grasellenbach             | 1. August 1972          |
| Schlierbach          | Lindenfels                | 31. Dezember 1970       |
| Schönberg            | Bensheim                  | 1. April 1939           |
| Schwanheim           | Bensheim                  | 1. Februar 1971         |
| Seidenbach           | Erlenbach                 | 31. Dezember 1970       |
| Seidenbuch           | Lindenfels                | 1. August 1972          |
| Siedelsbrunn         | Wald-Michelbach           | 31. Dezember 1971       |
| Sonderbach           | Heppenheim (Bergstraße)   | 1. Februar 1972         |
| Staffel              | Beedenkirchen             | 1. Januar 1970          |
| Steinbach            | Fürth                     | 1. Juli 1970            |
| Trösel               | Gorxheimertal             | 31. Dezember 1971       |
| Unter-Abtsteinach    | Abtsteinach               | 31. Dezember 1971       |
| Unter-Flockenbach    | Grundelbachtal            | 31. Dezember 1970       |
| Unter-Scharbach      | Scharbach                 | 1. Juli 1953            |
| Unter-Schönmattenwag | Wald-Michelbach           | 31. Dezember 1971       |
| Vöckelsbach          | Mörlenbach                | 31. Dezember 1970       |
| Wahlen               | Grasellenbach             | 31. Dezember 1971       |
| Wald-Erlenbach       | Heppenheim (Bergstraße)   | 1. Februar 1972         |
| Wattenheim           | Biblis                    | 31. Dezember 1970       |
| Weiher               | Mörlenbach                | 1. Juli 1971            |
| Weschnitz            | Fürth                     | 31. Dezember 1970       |
| Winkel               | Lindenfels                | 31. Dezember 1970       |
| Winterkasten         | Lindenfels                | 31. Dezember 1971       |
| Zell                 | Bensheim                  | 1. April 1939           |
| Zotzenbach           | Rimbach                   | 31. Dezember 1971       |

## Kfz-Kennzeichen
Am 1. Juli 1956 wurde dem Landkreis bei der Einführung der bis heute gültigen Kfz-Kennzeichen das Unterscheidungszeichen HP zugewiesen. Es steht für die Kreisstadt Heppenheim (Bergstraße) und wird durchgängig bis heute ausgegeben.